# Каска

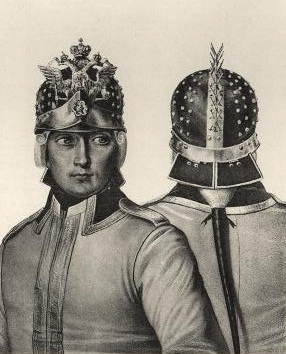
Кавалергардские каски Русской Императорской армии, 1799 год, А. В. Висковатов

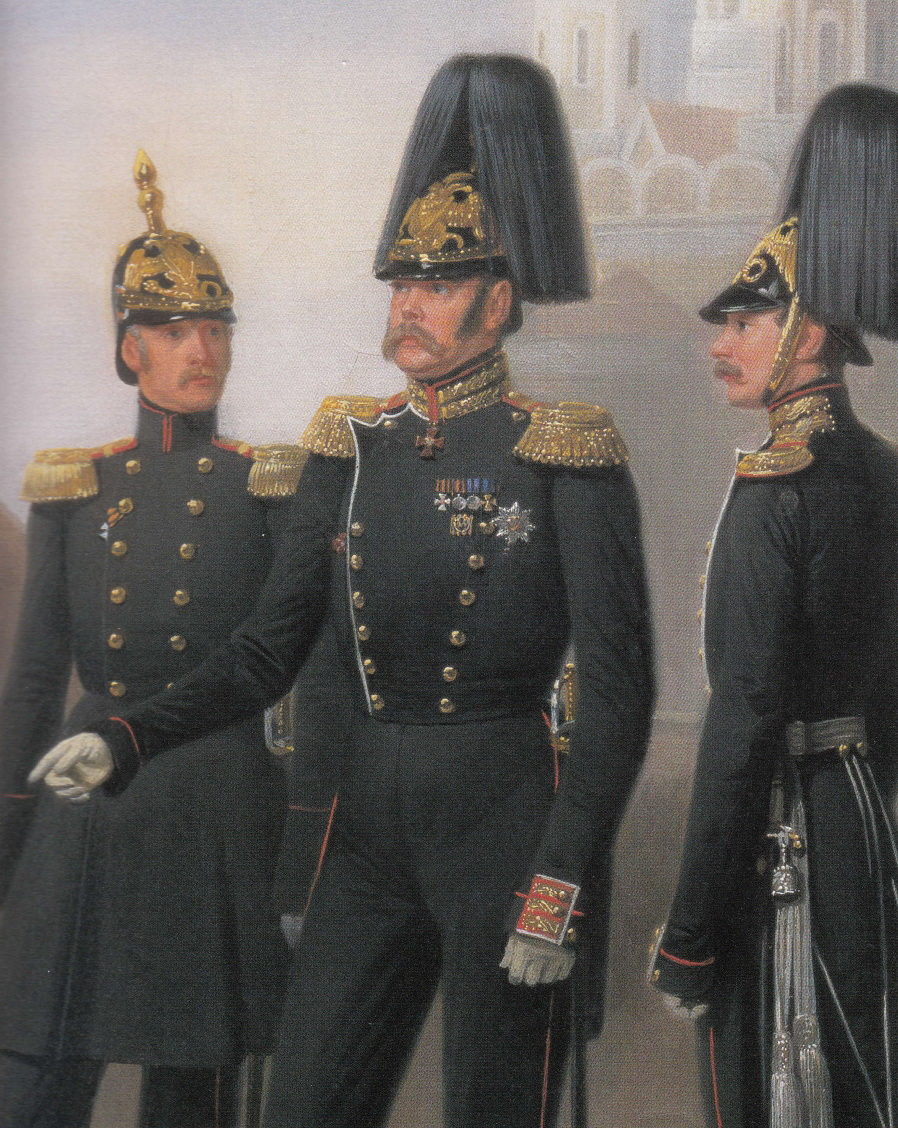
Полковник, генерал-майор и капитан лейб-гвардии Егерского полка в касках образца 1849 года. Фрагмент картины А. И. Геббенса, 1853 год

Ка́ска (от фр. casque — шлем) — кожаный, металлический или пластмассовый шлем для защиты головы военнослужащих, пожарных и представителей ряда иных категорий лиц, действующих в опасных условиях (шахтёры, рабочие, альпинисты, строители, спелеологи, спасатели, спортсмены, парашютисты, мотоциклисты и другие).

## История
Исторически каска являлась этапом в развитии защитного шлема и своё название получила от латинского слова, обозначавшего металлический шлем.
После начала промышленной революции развитие металлургии позволило увеличить объёмы выпуска и улучшить качество металла. Кроме того, появление мануфактур и фабрик сделало возможным серийное изготовление стандартного защитного снаряжения. В результате, во время английской революции 1639-1660 гг. сторонники парламента в 1643 году сформировали кавалерийский полк, бойцы которого в качестве защитного снаряжения получили полудоспех из полуоткрытого железного шлема-бургиньота и железной кирасы. Они вошли в состав созданной в 1644 году "армии нового образца", но были расформированы в 1660 году при сокращении численности войск, а после реставрации монархии британская армия была реорганизована.
В связи с распространением огнестрельного оружия к XVIII веку металлические шлемы утратили своё значение, хотя сохранялись в регулярных армиях до XIX века.
В Российской империи кожаные каски как элемент военной формы были впервые введены в 1786 году Г. А. Потёмкиным, в 1796 году - отменены Павлом I, но позднее восстановлены для отдельных частей.
К началу XIX века каски оставались элементом защитного снаряжения в тяжёлой кавалерии (драгун и кирасир), сражавшейся преимущественно холодным оружием, а также в качестве элемента парадной формы одежды (так, металлический шлем с плюмажом из конского волоса оставался элементом парадной униформы в лейб-гвардии Швеции, а шлемы испанского образца использовались швейцарской гвардией в Ватикане).
В 1801 году в Риме была сформирована дворянская гвардия Его Святейшества Папы Римского, военнослужащие которой получили кирасирские шлемы как элемент экипировки (но в ходе объединения Италии 20 сентября 1870 года Папская область вошла в состав Итальянского королевства и это подразделение было расформировано).
Однако Наполеон Бонапарт ввёл бронзовые шлемы для пожарных команд (в дальнейшем введённые в пожарных службах других стран), а в 1863 году суконные шлемы были введены в британской полиции. Также, в XIX веке в колониальных войсках нескольких европейских держав получили распространение пробковые шлемы.
Позднее, в начале XX века, кожаные противоударные шлемы получили распространение в авиации и среди автомобилистов.

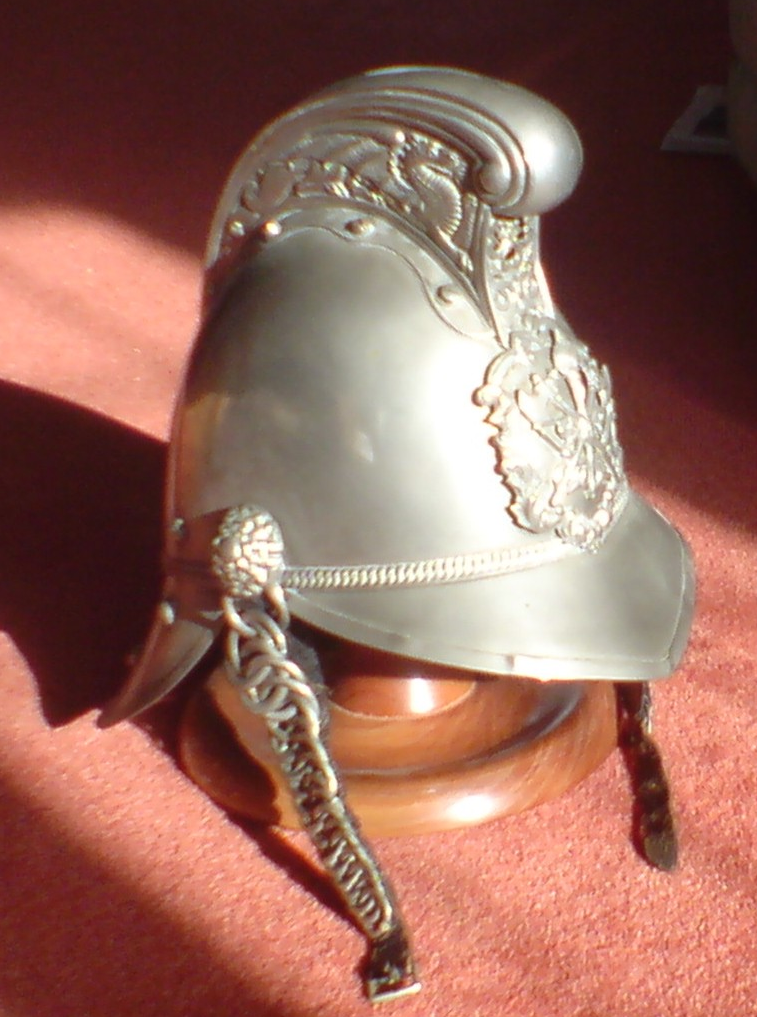
Британский пожарный шлем XIX века
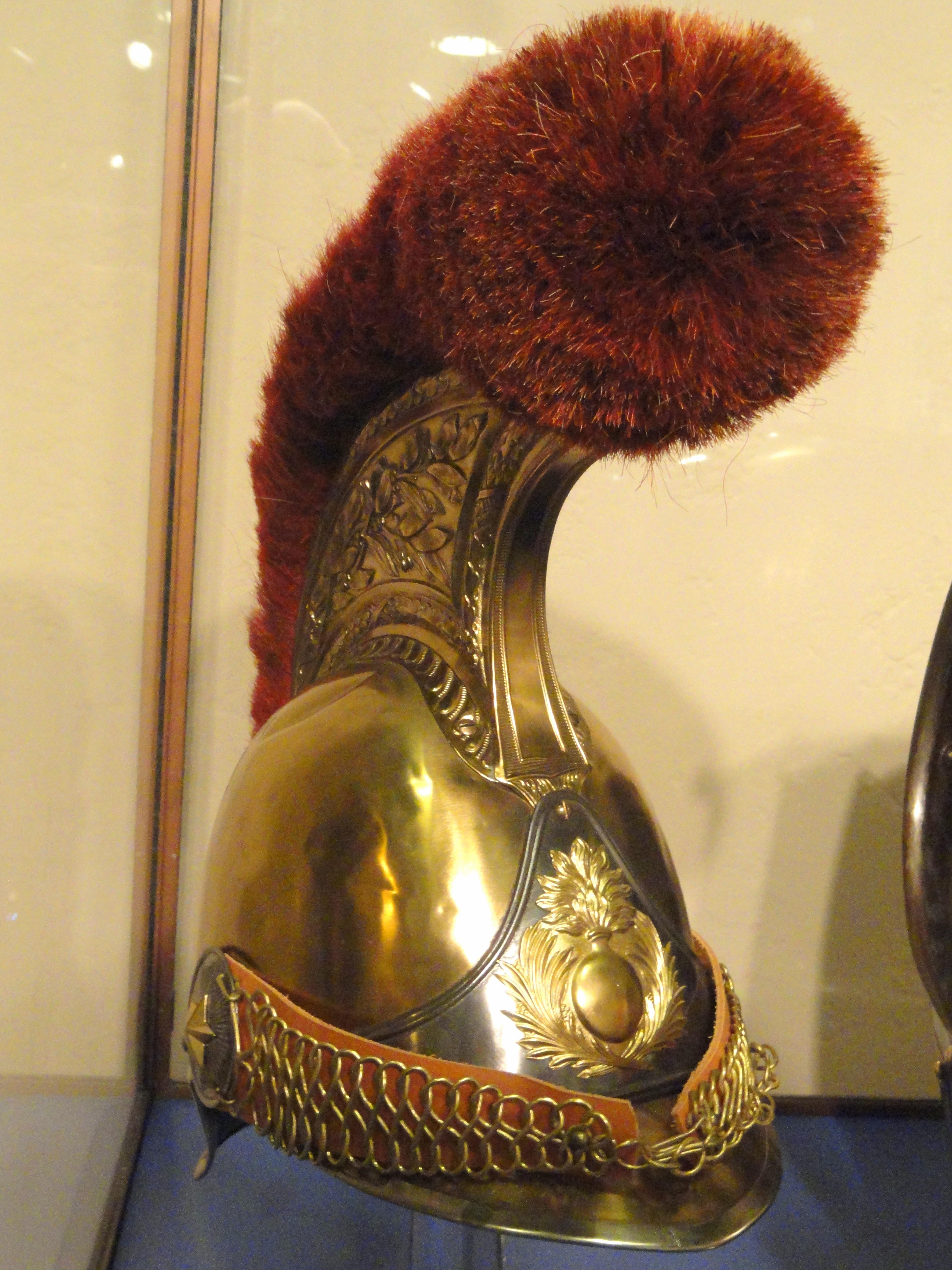
Шлем французских карабинеров середины XIX века
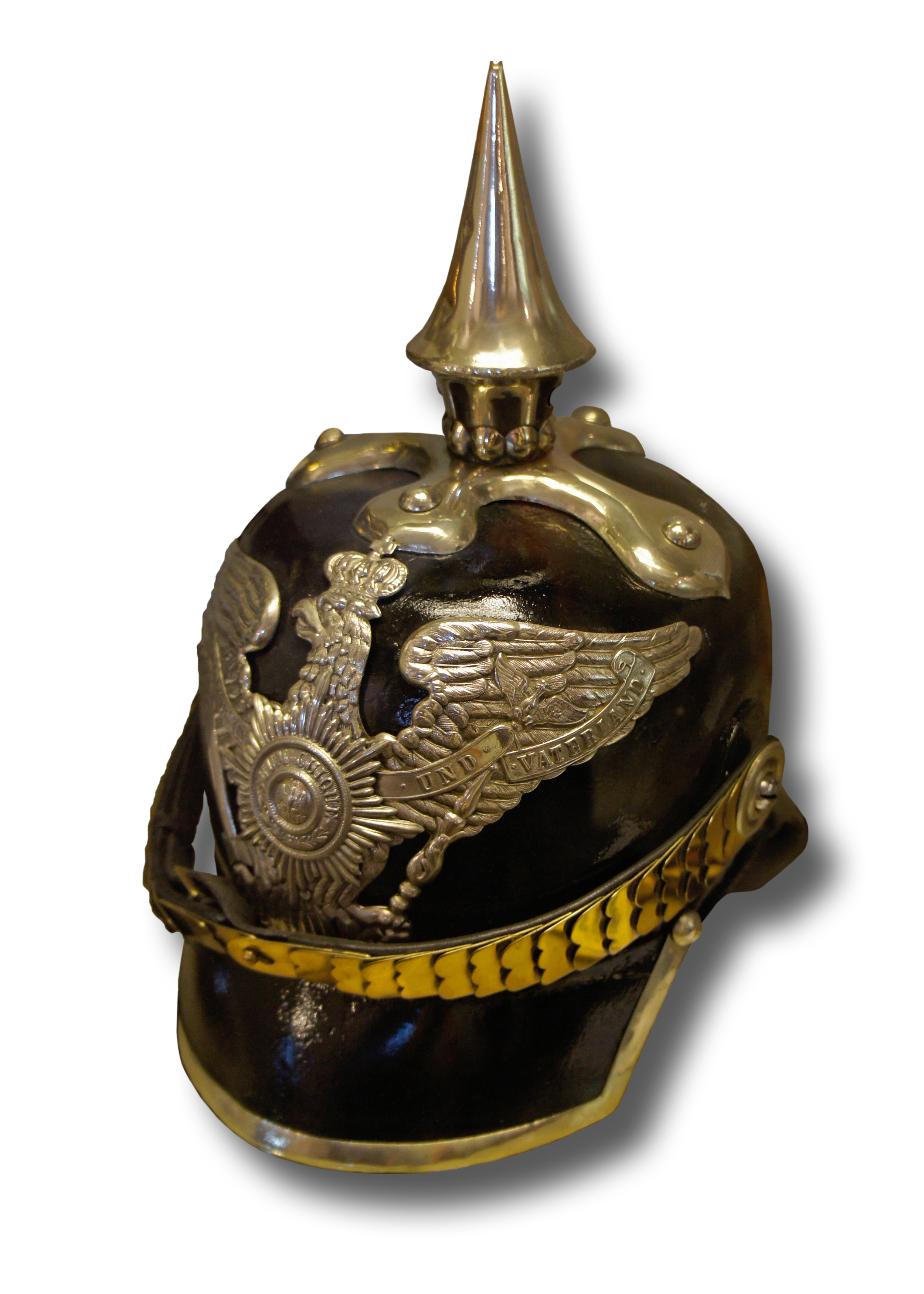
Прусский «пикельхельм» 1860 года
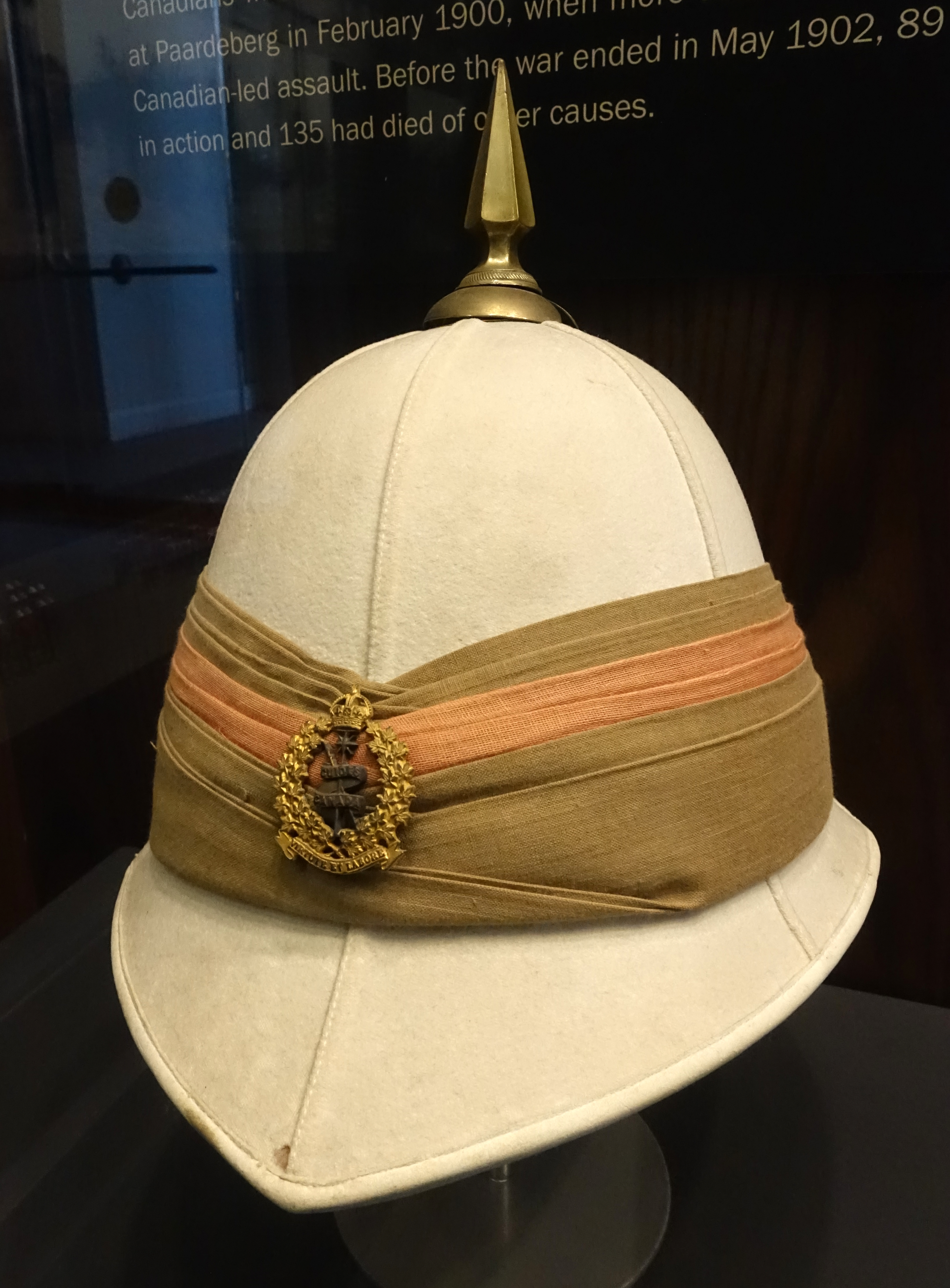
Британский пробковый шлем колониальных войск
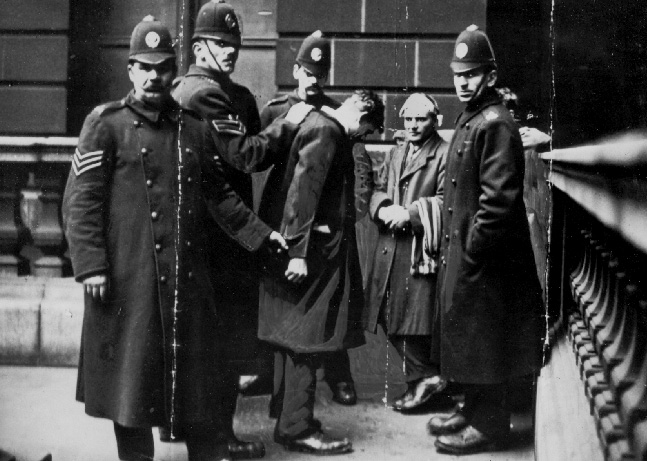
Полицейские Глазго, носящие характерные шлемы (1919)

### Первая мировая война

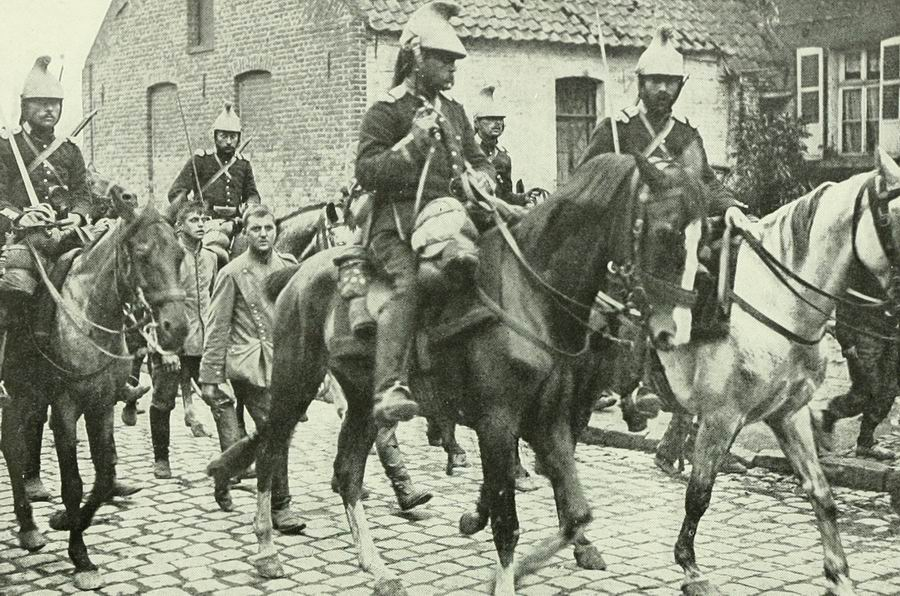
Французские кавалеристы в касках, конвоирующие пленных (1914)

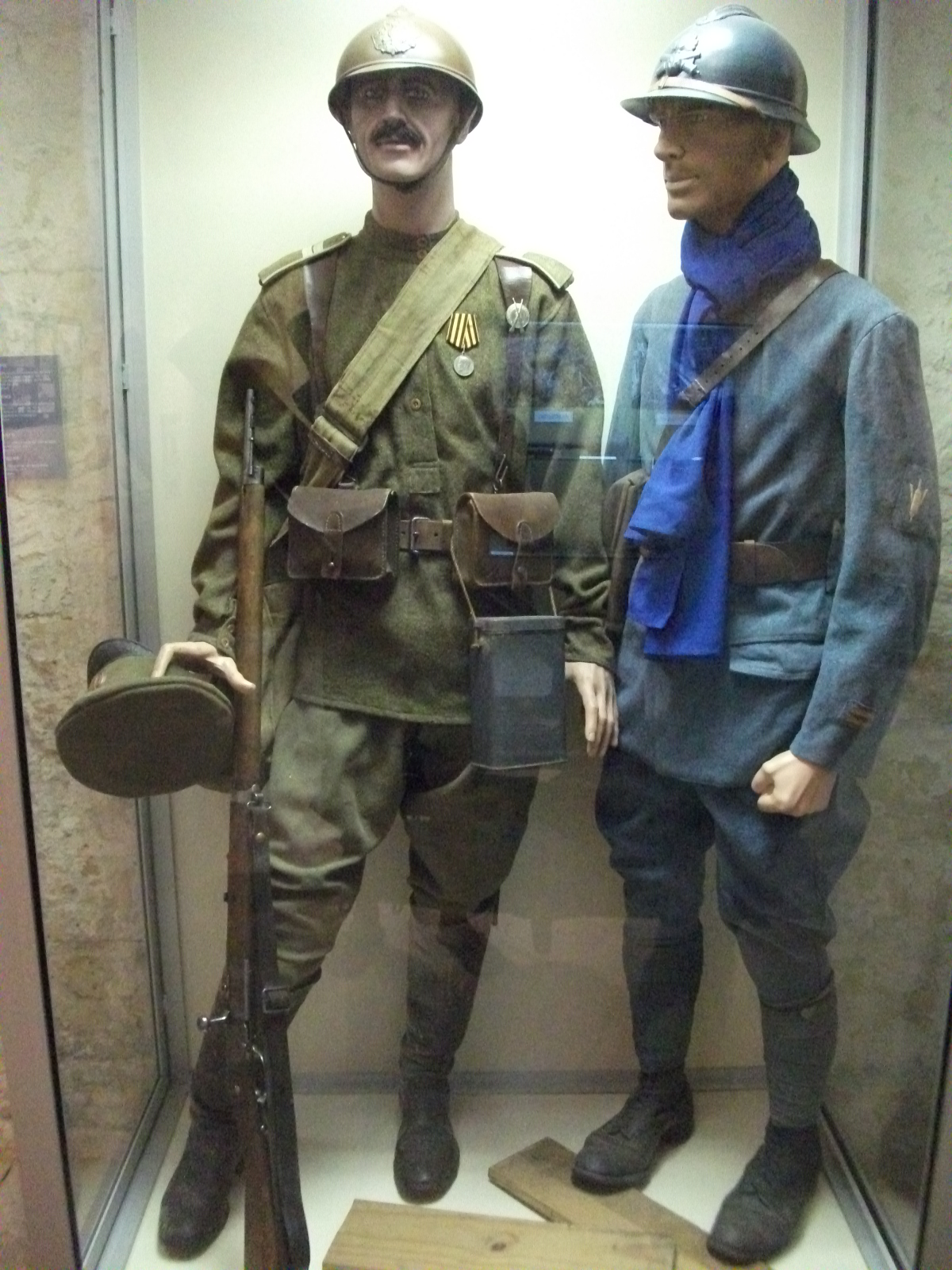
Стальные шлемы у пехотного унтер-офицера РИА и французского артиллерийского лейтенанта времен Первой мировой войны

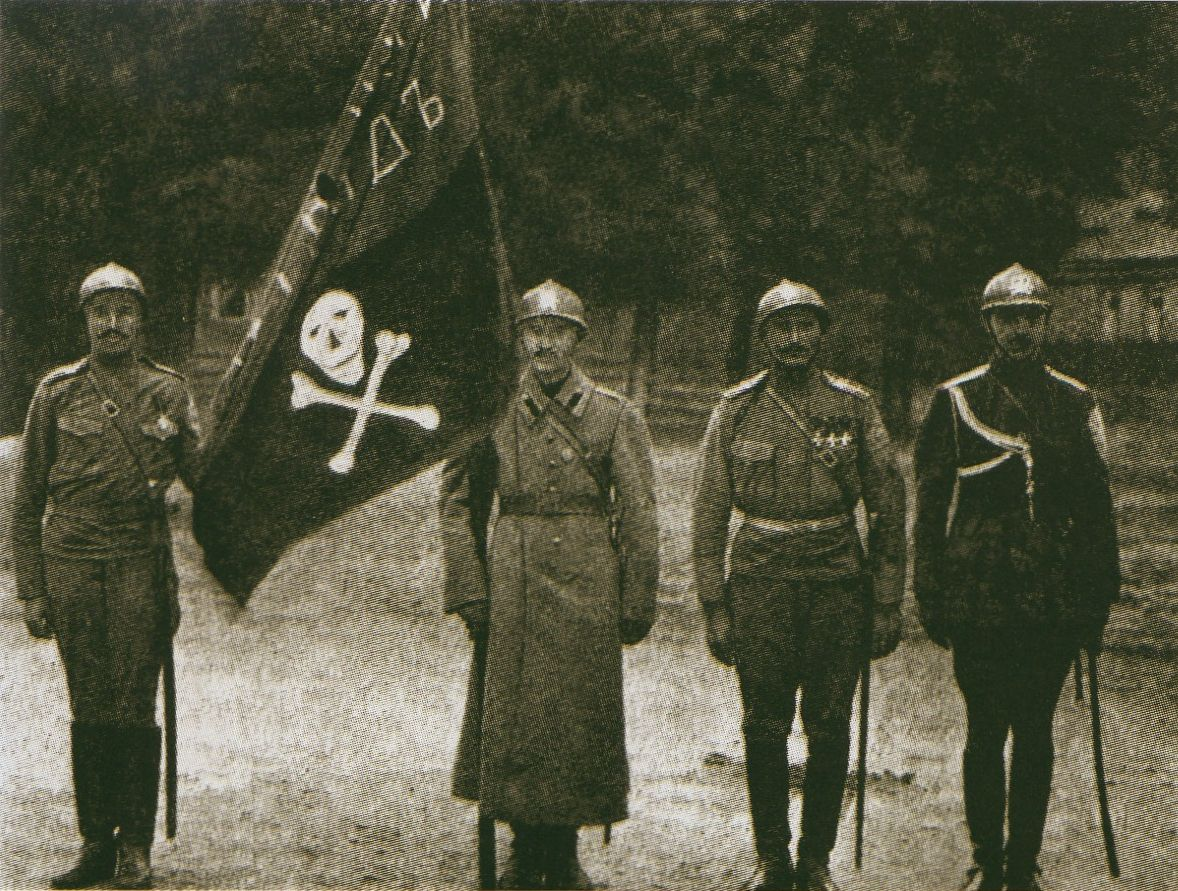
Ударный (позже «Корниловский») отряд 8-й Армии, 1917 г. (РГАКФД). На шлемах — череп со скрещёнными костями

К началу Первой мировой войны введённые в 1842 году «пикельхельмы» из лакированной кожи продолжали использовать в немецкой армии, однако они имели скорее декоративную функцию. Кроме того, металлические шлемы оставались на вооружении французских кирасир и драгун.
Первыми над созданием стальных шлемов стали работать французы, уже в сентябре 1914 года была озвучена мысль о снабжении касками подразделений конной артиллерии.
После того, как маневренную войну 1914 года в 1915 году сменила окопная война, процент попаданий в головы солдат увеличился (так как остальное тело было отчасти защищено окопом).
В 1915 году во Франции была разработана каска Адриана, которую в дальнейшем стали использовать и армии других стран Антанты (Румыния, Российская Империя, Италия, Португалия и др.).
После вступления в войну Италии в мае 1915 года, в действовавшие на Итальянском фронте пехотные подразделения австро-венгерской армии начали поступать кавалерийские кожаные каски (предназначавшиеся для защиты от падающих камней при ведении боевых действий и перемещениях в горах).
Немцы сначала игнорировали каски, однако когда они поняли всю важность вопроса, то не только провели самые тщательные исследования в этой области (эксперименты с пуленепробиваемой каской — в том числе), но и незамедлительно отправили на фронт даже старые драгунские каски, усилив их стальными пластинами.
В 1915 году немцы изготовили значительное число экспериментальных касок самых разнообразных форм, отстреляли их на полигоне и составили технические требования по их форме, толщине металла и весу.
В 1915 году в немецкие войска начали поступать шлемы Pickelhaube обр. 1915 года, выпущенные в условиях военного времени: в отличие от пикельхельмов довоенного образца, не кожаных, а изготовленных из тонкого металлического листа и прессованного картона, однако их защитные свойства были признаны недостаточными. В дальнейшем, в 1915 году в действовавший на Западном фронте штурмовой инженерный батальон капитана Эрнста Рора (Sturmabteilung Rohr) поступили первые стальные шлемы Stahlhelm. Следующие партии шлемов поступали для экипировки наблюдателей, часовых и снайперов.
К началу 1916 года Ганноверский университет разработал шлем M1916, который начал массово поступать в войска и надолго стал новым символом немецкого солдата. Его форма и защитные качества были признаны лучшими среди воюющих стран. Шлем М1916 приняли армии Центральных держав: Австро-Венгрии, Болгарии, Османской Империи, причём в последнюю поставлялся особый вариант германского шлема без козырька.
Для шлема также выпускалась специальная налобная пластина, которая должна была, по мысли её изобретателей, усиливать защиту лобной части, предназначенная для часовых и пулемётчиков. Такая навесная броня не оправдала надежд: даже если пуля с близкого расстояния и не могла пробить шлем, то сила её удара была такова, что не выдерживали шейные позвонки солдата.
Подразделения британского экспедиционного корпуса во Франции первоначально получили некоторое количество французских шлемов, но уже в конце 1915 года была разработана и начала поступать в войска стальная каска Mk.I (поначалу получившая наименование «Shrapnel helmet»). До конца войны было выпущено 7,5 млн таких касок, которые поступали на вооружение доминионов Британской империи. У английской каски, похожей на средневековые капеллины, имелись развитые поля. Каска мало защищала голову от удара спереди (слишком неглубоко она надевалась), зато широкие поля прикрывали от шрапнели или удара сверху.
Англичане подсчитали, что их каски снизили потери убитыми на 12 %, а ранеными — на 28 %. Доля ранений головы в общем числе ранений снизилась с 25 % до 3 %. Аналогичные результаты получили французы со своей каской Адриана.
В 1916 году штурмовые подразделения итальянской армии «Ардити» начали получать броню «Farina», включавшую в себя стальную каску и бронежилет. Однако большая часть солдат Италии в ходе войны использовали сначала французские каски Адриана, а позднее — каски Липпманна итальянского производства, представлявшие собой немного изменённую версию французской каски (итальянская каска конструктивно состояла не из четырёх частей, а только из двух).
Вступившая в войну Португалия сначала использовала стальную каску M16 (для повышения прочности имевшую гофрированную раковину - что делало её сложной и трудоёмкой в изготовлении). Однако отсталость португальской промышленности не позволила снабдить созданный летом 1916 года и отправленный на Западный фронт португальский экспедиционный корпус достаточным количеством этих касок. В результате, 3 января 1917 года было подписано соглашение о включении португальских войск в состав британского экспедиционного корпуса во Франции - и затем большая часть португальских солдат была экипирована британскими касками.
В 1917 году в Австро-Венгрии начали производство шлема «Stahlhelm nach inländisches Muster, 1917M», а английская каска была принята на вооружение в США под наименованием M1917.
Примечательно, что стальные каски периода Первой мировой войны имели прежде всего противошрапнельное назначение. От винтовочной пули каска не спасала. Были попытки усилить каски и сделать их пуленепробиваемыми. Однако выяснилось, что удар винтовочной пули по каске (даже без её пробития) приводит к тяжёлым травмам шеи. Таким образом, каска в основном предохраняла от осколков, шрапнели, пуль на излёте, а также от ударов различных твёрдых предметов, разлетавшихся при взрывах снарядов.
В 1915 году русский военный атташе во Франции полковник А. А. Игнатьев сообщил в Петроград о использовании каски Адриана во французской армии и настоял на немедленном введении шлемов в русской армии, однако на демонстрации французской каски Николай II выступил против введения шлема в русской армии и исполнение решения затянулось.
В 1915 году Генеральный штаб Российской империи принял решение о начале разработки первого русского стального шлема на основе конструкции французской каски Адриана модели 1915 года.
Весной 1916 года французские шлемы Адриана получили прибывшие на Западный фронт военнослужащие экспедиционного корпуса Русской армии, обеспечение экипировкой которых взяла на себя французская сторона.
Весной 1916 года был вновь поставлен вопрос о оснащении касками Адриана русской армии на Восточном фронте, но Николай II отказался утвердить это решение и только летом 1916 года во Франции были заказаны 1 млн шлемов Адриана для русской армии. Единственное отличие шлемов русского заказа от шлемов французской армии состояло в том, что на передней части у них был помещён рельефный русский двуглавый орел. Поставленные шлемы выдавали в основном в ударные батальоны (так как шлемы доставляли через порт Архангельска, первые образцы поступили в войска на Северном фронте, их появление привело к постепенному распространению практики ношения пилоток в пехотных подразделениях).
Шлемы отечественной конструкции русская армия начала получать только с ноября 1916 года. За основу была взята французская каска Адриана. Но русские конструкторы сделали свой шлем более простым в производстве — цельным, а не сборным из четырёх частей. Металл на шлеме стал значительно прочнее. Основной заказ на производство шлемов был размещен в Великом княжестве Финляндском на заводах Sohlberg-Oy и V.W. Holmberg, но революционные события начала 1917 года сорвали план производства шлемов и помешали поставкам изготовленных в Финляндии шлемов в Россию. Всего на заводе Sohlberg-Oy успели изготовить 500 000 шлемов, а на заводе V.W. Holmberg — 100 000 шлемов, но в русскую армию была поставлена относительно небольшая часть и широкого распространения они не получили. В 1918 году Финляндия объявила независимость, и выпущенные, но не отправленные в Россию шлемы остались в распоряжении финского правительства. В период гражданской войны небольшая часть этих шлемов использовалась армиями Белого движения.

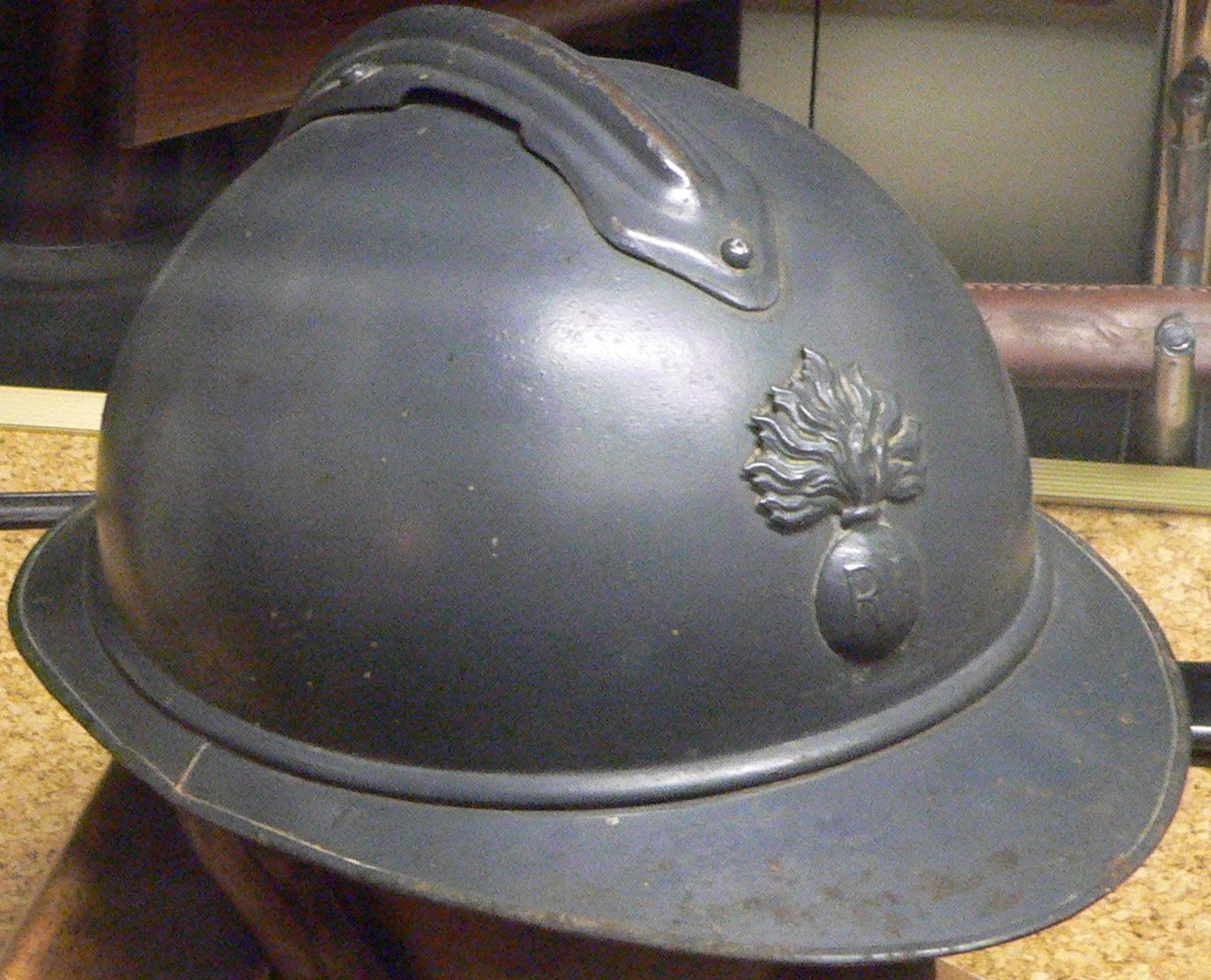
Французская каска Адриана
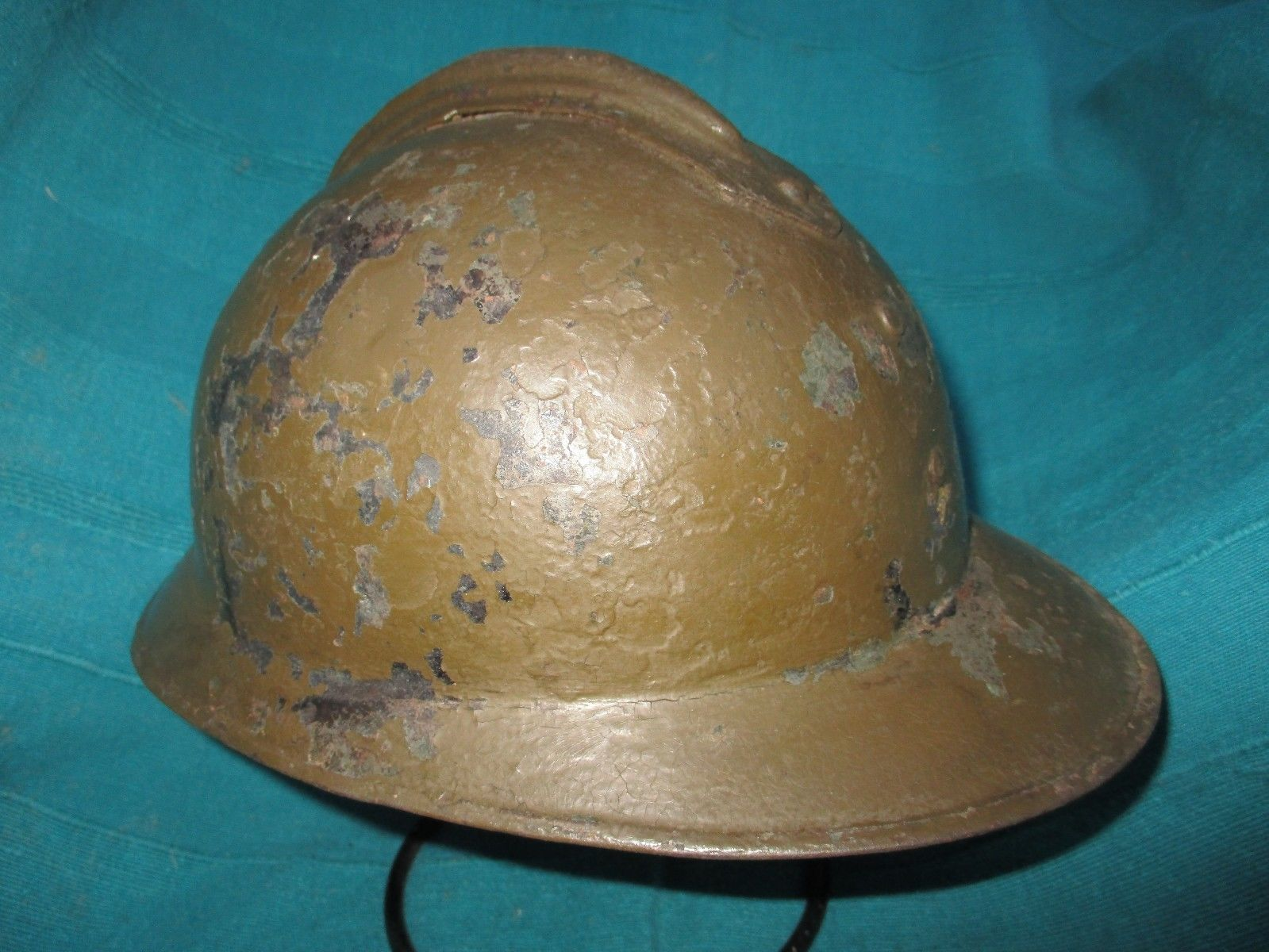
Итальянская каска Липпмана
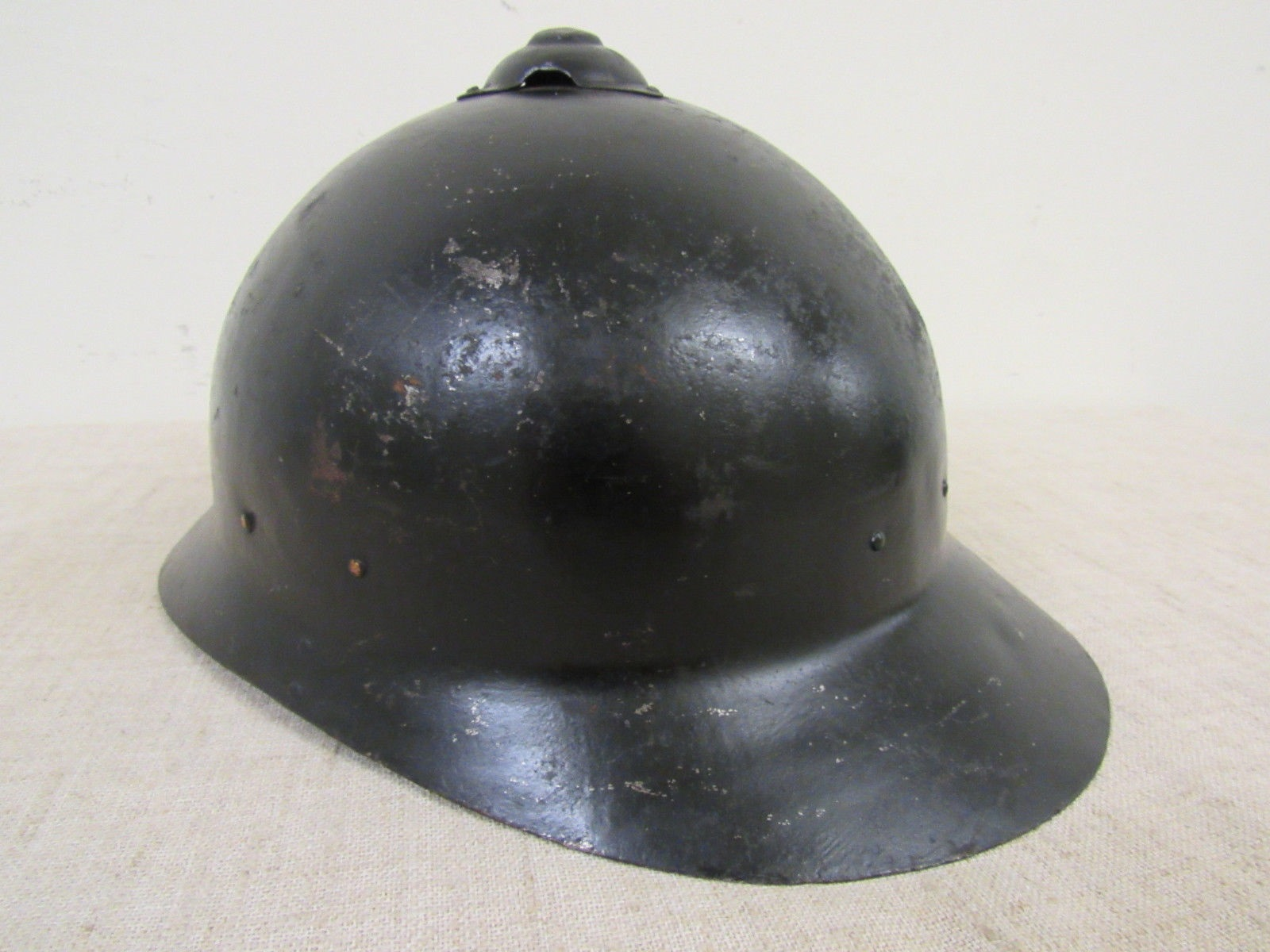
Русская каска Сольберга
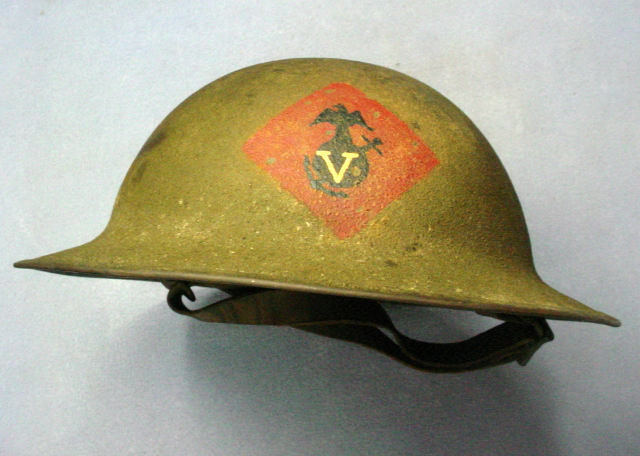
Британская каска Броди
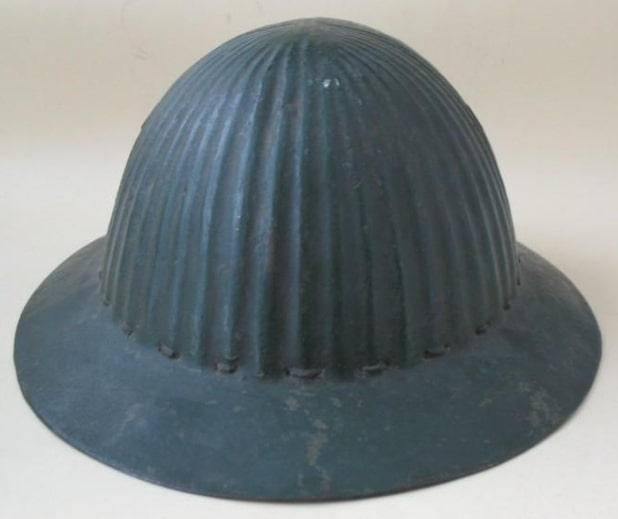
Португальская каска M1916
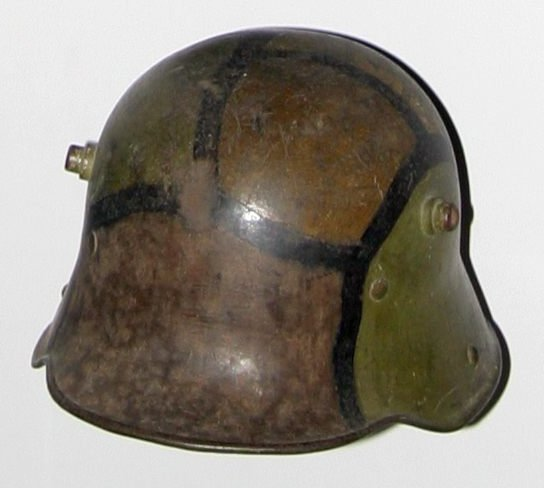
Германский «штальхельм» M16
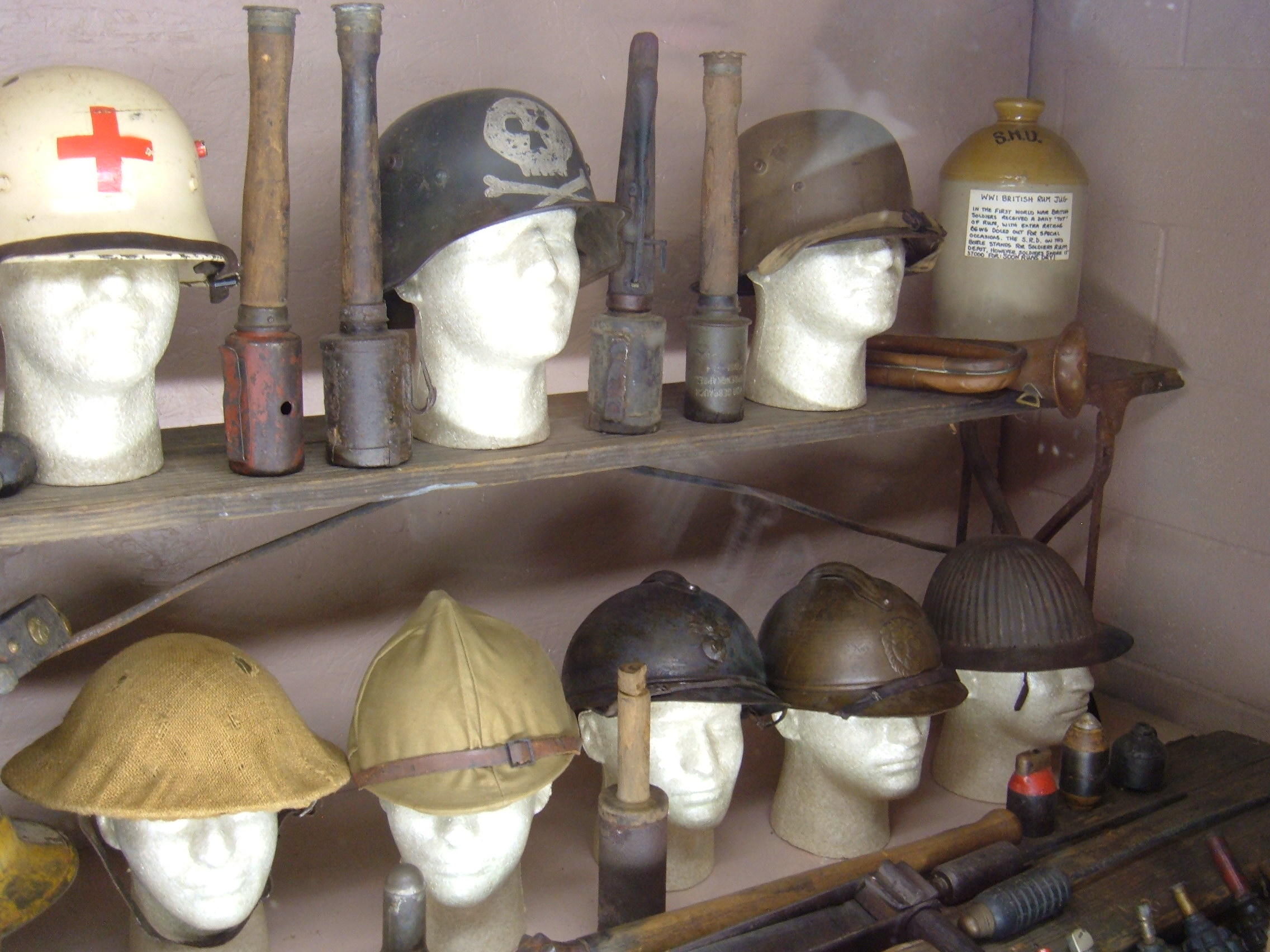
Различные каски Первой мировой войны в музее

### СССР (1920-е — 1945)

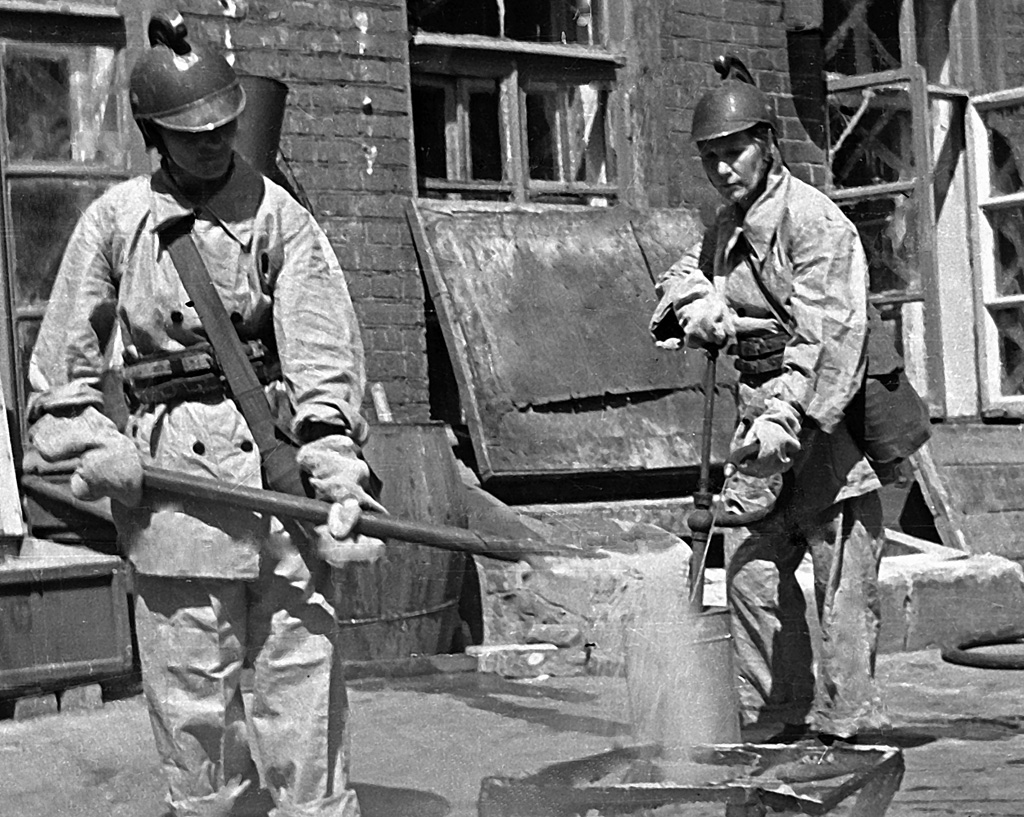
Пожарный расчёт тушит немецкие зажигательные авиабомбы, Москва, 1941

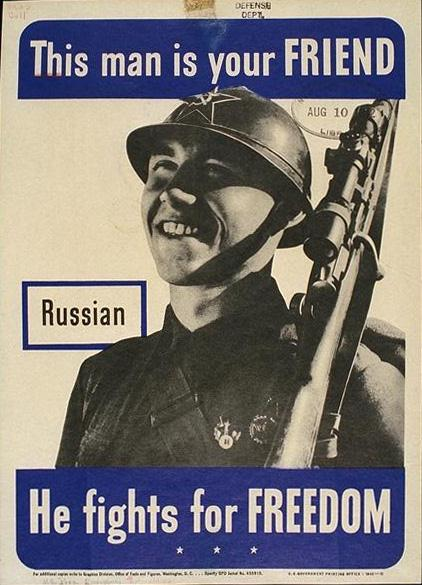
В СССР «каски Адриана» можно было увидеть на парадах

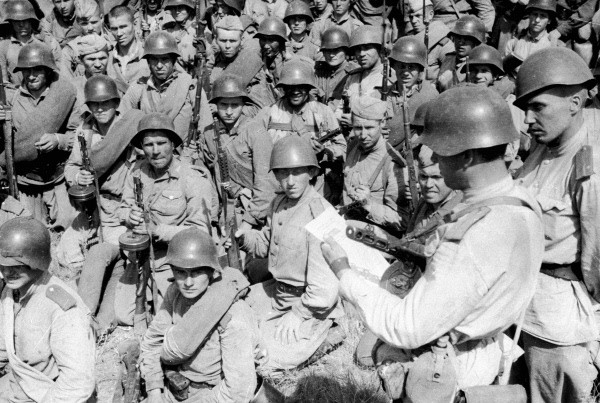
Стрелковые войска РККА, «Перед началом наступления», 3 сентября 1943 года, видны стальные шлемы различных образцов

В СССР стандартный шлем для пожарной охраны приняли в 1923 году, а для армии работы по созданию нового стального шлема были начаты во второй половине 1920-х годов, но 1920-30-е годы в РККА продолжали использовать каски Адриана и шлемы образца 1916/17 года (на которые иногда прикрепляли красную звезду — либо большую жестяную, либо меньшего размера; часто звезда была просто нарисована). Для советского руководства использование шлемов, принятых также в армии недружественной Финляндии, было скорее вынужденной мерой, прежде всего из-за нехватки экипировки, однако существуют доказательства перевыпуска в Ленинграде в начале 1930-х годов небольшой партии шлемов этой модели.
В СССР к теме средств индивидуальной защиты военнослужащих, в том числе и стальных шлемов обратились в начале 1930-х годов. В ходе военных учений в 1931 году каски имели расчёты зенитных пулемётов. Однако поначалу, в 1927-1935 гг. немногочисленные «каски Адриана» французского и русского производства можно было увидеть лишь на парадах на бойцах отдельных пехотных частей (например, Пролетарской дивизии).
В 1934 году было выдано задание на разработку стального шлема нового образца. Образец, представленный на рассмотрение военному руководству, лично испытывал маршал Буденный, рубя шлем шашкой. Несмотря на то, что этот эпизод принято рассматривать как анекдотический, в действиях маршала был здравый смысл. Стальной шлем со времен Первой мировой рассматривался как средство защиты от шрапнели (составлявшей в 1930-е 50 % боекомплекта полевой артиллерии). Удар шашкой имитировал попадание шрапнели (Буденный прокомментировал, что шлем недостаточно защищает плечи бойца от поражения сверху).
В декабре 1935 года было утверждено решение о оснащении РККА стальными касками единого образца. Прошедший испытания шлем (с увеличенными полями) был принят на вооружение РККА под названием «красноармейский шлем стальной обр. 1935 г.» (или СШ-36). Также, именно в связи с введением стального шлема были внесены изменения в униформу военнослужащих - и в качестве головного убора была введена пилотка.
«Каски Адриана», хранившиеся на складах, передали в пожарную охрану — они прослужили пожарным как минимум до 1950-х годов. Стальные шлемы в СССР обычно окрашивались матовой краской защитного цвета. В РККА на обычные стальные шлемы не наносилось никаких знаков различия, а на парадные — красные звезды. Впоследствии выяснилось, что большие поля СШ-36 создают чрезмерную парусность. При сильном ветре, а также при движении на лошади, мотоцикле, в кузове грузовика — это приводило к тому, что СШ сдувало набок. К тому же шлем был слишком тяжёлым.
Начались работы по созданию нового общевойскового шлема. В 1937—38 годы несколько экспериментальных моделей было создано и протестировано на Ржевском полигоне. В 1938 году был сделан окончательный выбор. Контур шлема приобрел новые очертания, его вес составлял 1250 грамм, толщина стенок — 1,9 мм, он изготавливался из стали лучшего качества, окрашивался в оливковый цвет или в цвет хаки, иногда на фронтальной части шлема изображался контур пятиконечной звезды. С внутренней стороны шлема, в затылочной части около нижней кромки, на советских шлемах проставлялся штамп завода-изготовителя, а также штамп с указанием размера шлема.
Подтулейное устройство имело купольную форму, изготавливалось, как правило, из ткани (также подтулейник мог быть изготовлен из кожи, кожзаменителя или вощеной ткани), обрамленной в нижней части полоской кожи или кожзаменителя. Под тканью устанавливалась подкладка из сукна или фетра. Размер подтулейника регулировался с помощью шнура, расположенного в верхней части его купола. Крепление тканевой основы осуществлялось к стальному обручу, который, в свою очередь, с помощью держателей крепился к поверхности шлема тремя клепками, таким образом, предотвращая соприкосновение подтулейника со стенками шлема, обеспечивая тем самым вентиляцию и выполняя амортизационные функции.
В 1939 году для касок начали выпускать маскировочные сети (надеваемые поверх каски для улучшения маскировки на местности). В 1940 году был принят на оснащение стальной шлем нового образца — «Шлем стальной обр. 1940 г.» (СШ-40), который без особых изменений просуществовал несколько десятилетий.
Конструкция СШ-40 отличается от предыдущего образца, СШ-39, используемым подтулейным устройством или подтулейником, более простым и крепким. Отсюда и главное их внешнее отличие: в СШ-40 для крепления подтулейника применялось шесть заклёпок, в СШ-39 — три. Подтулейник состоит из трёх частей-«лепестков», изготовленных из искусственной кожи или ткани, которые в верхней части шлема соединяются шнурком, предназначенным для регулировки посадки. С внутренней стороны каждого лепестка находится амортизационная подушечка, изготовленная из ваты. Брезентовый подбородочный ремень состоит из двух частей-половин, присоединенных к кольцам на боковых сторонах шлема. Одна из частей на свободном конце имеет скользящую пряжку; конец другой половины обжат полукруглой металлической оправкой.
В отличие от предыдущих образцов стальных шлемов, СШ-40 выпускался только трёх размеров («номеров»). Масса стальной части шлема (без подтулейного устройства) самого большого размера — 800 г.
Силуэт советского солдата в СШ-39 и СШ-40 стал образом воина-победителя на многие годы.

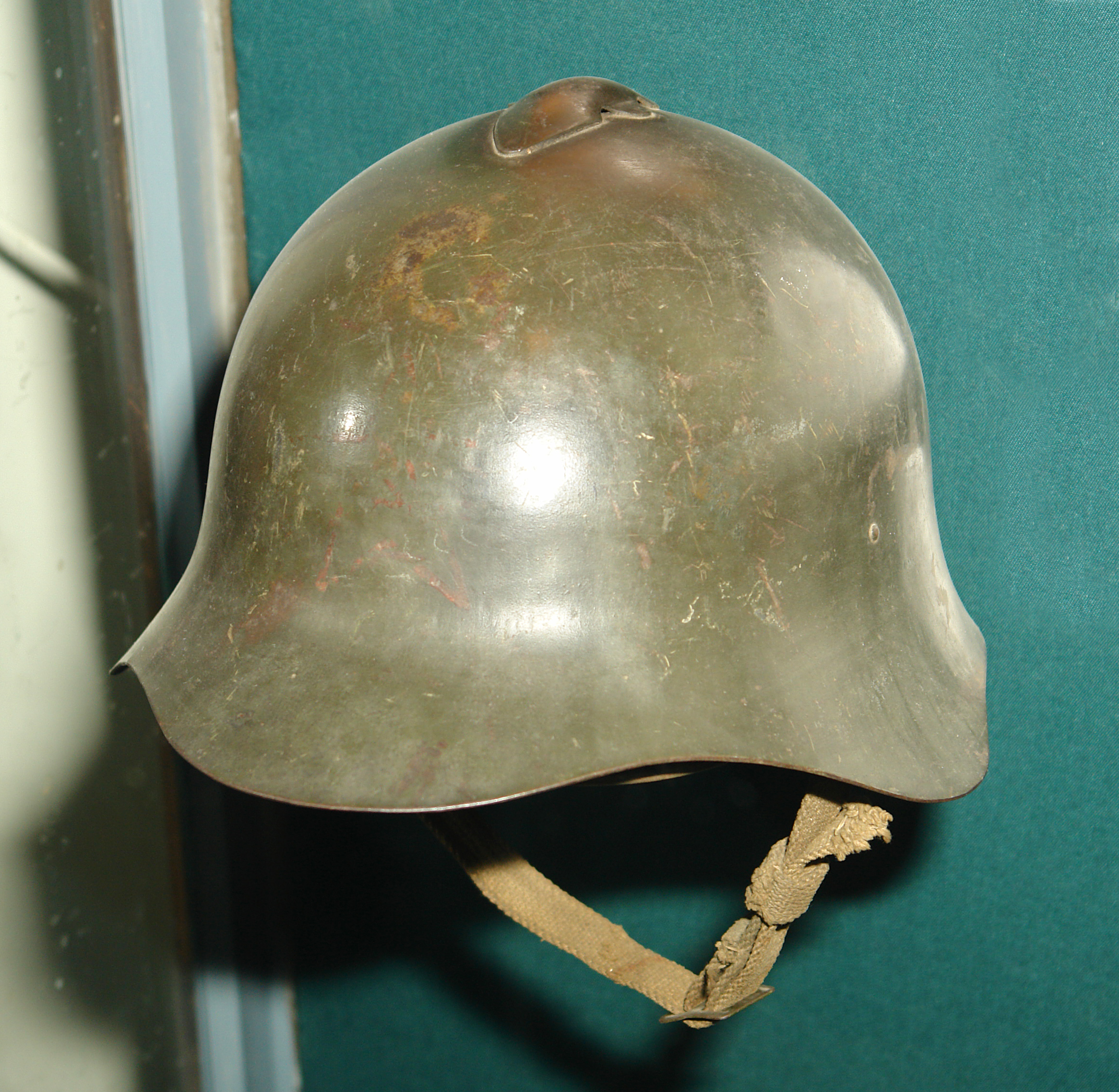
Стальной шлем (каска) СШ-36
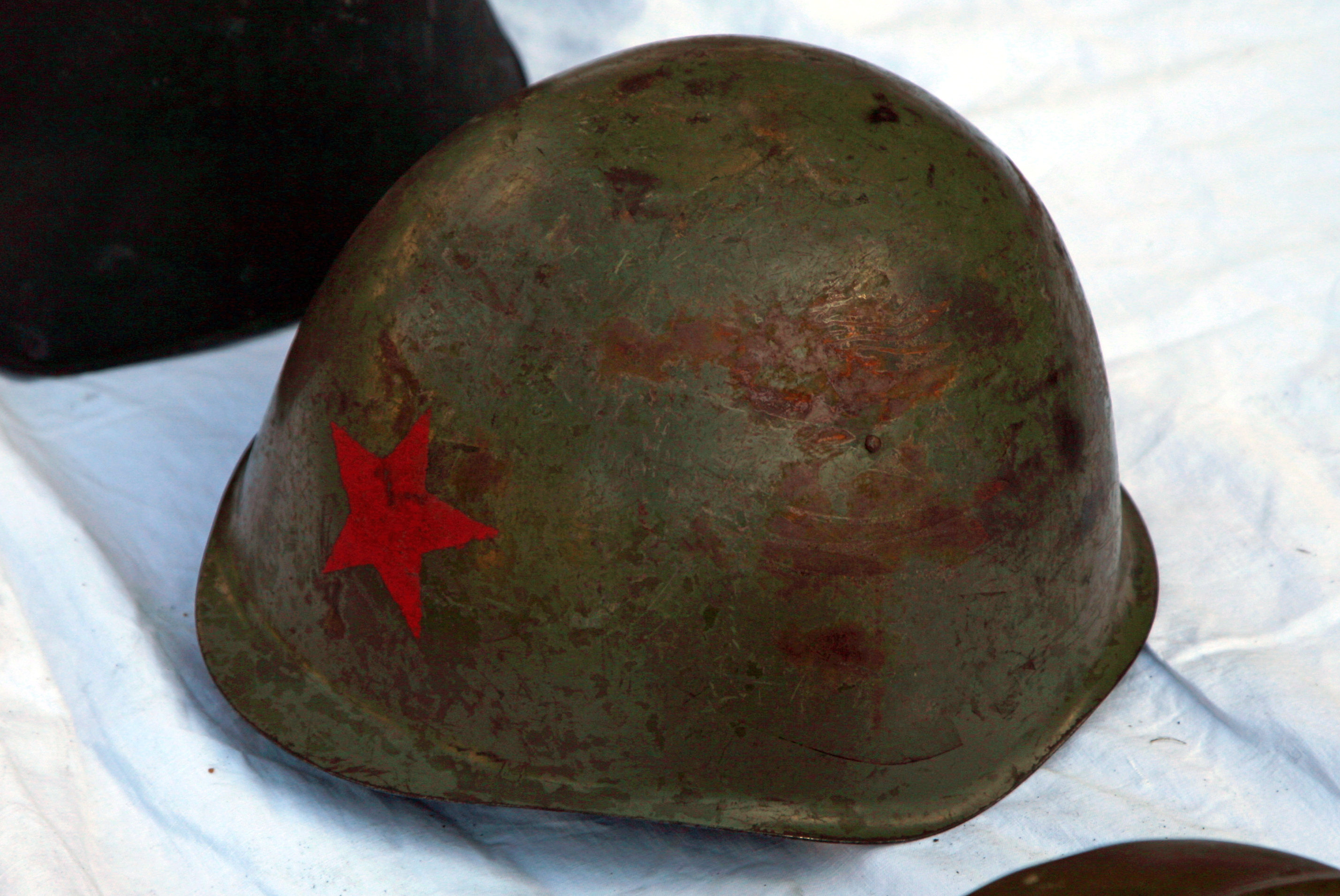
Стальной шлем (каска) СШ-40

### Германия (1918—1945)
После окончания Первой мировой войны стальные шлемы остались не только на вооружении созданных 6 марта 1919 года вооружённых сил Веймарской республики, но и иных вооружённых военизированных формирований.
В 1933 году был начат выпуск специального облегчённого шлема из вулканизированной фибры с алюминиевым каркасом для военнослужащих подразделений, участвующих в парадах.
В середине 1930-х годов немецкие военные специалисты пришли к выводу, что каска образца 1916 года не вполне соответствует требованиям времени: она была разработана для защиты в первую очередь от свинцовых шрапнельных пуль, однако в 1930-е годы шрапнель уже не являлась основным типом артиллерийских снарядов к полевой артиллерии и армейская каска должна была обеспечивать защиту от более крупных и тяжёлых осколков осколочно-фугасных снарядов.
Для разработки нового варианта стального шлема были привлечены конструкторы, которые совместно с военными сумели подобрать оптимальное сочетание защитных свойств шлема при уменьшении его веса, попутно были решены некоторые другие вопросы: удешевление и технологичность производства.
В 1935 году на вооружение вермахта был принят новый шлем М35. Изменение роли пехоты в войне, увеличение её мобильности, отказ от позиционных боев, при которых максимальная защита головы была главной функцией шлема, привели к уменьшению размеров козырька и назатыльников. Шлем стали штамповать из легированной углеродистой стали с добавлением молибдена толщиной от 1 до 1,15 мм. Каска выдерживала давление до 220 кг на мм², что обеспечивало защиту даже от крупных осколков и пистолетных пуль.
В 1936—1937 годах был разработан и в 1938 году — принят на вооружение специальный шлем для воздушно-десантных частей.
В 1938 году была создана каска для подразделений противовоздушной обороны Luftschutz, получившая у коллекционеров название «гладиатор» из-за своей оригинальной формы. Основная сфера каски имела аналогичную М34-форму, а конусные поля были значительно видоизменены. По линии соединения сферы шлема и конусных полей располагался бортик полукруглой формы, выполненный в процессе штамповки изделия (подобные бортики можно встретить на шлемах для гражданских военизированных структур, изготовленных на базе более поздних моделей армейских касок — М35, М40). На шлемах Luftschutz и других военизированных формирований использовали все виды подшлемников, использовавшихся на германских шлемах — встречаются подшлемники образца 1931 года, шлемы с подшлемником, изготовленным по образцу М16 из трех кожаных сегментов, закрепленных на обруче, а также подшлемники, состоящие из отдельных кожаных лепестков, закрепленных на обруче. Способы крепления подшлемника использовались как на четыре кламмера, так и на три.
Существуют много вариантов шлема, различающихся способом изготовления: составной из трех частей, составной из двух частей, цельный, цельный с бортиком, цельный с бортиком без полей, напоминающий шлем парашютистов, цельный с особым гребнем для пожарной полиции и экспериментальный шлем SA.
Помимо подразделений ПВО, «Гладиаторы» использовались в фольксштурме, штурмовых отрядах SA и другими организациями.
Летом 1942 года началось производство упрощённого шлема M42.

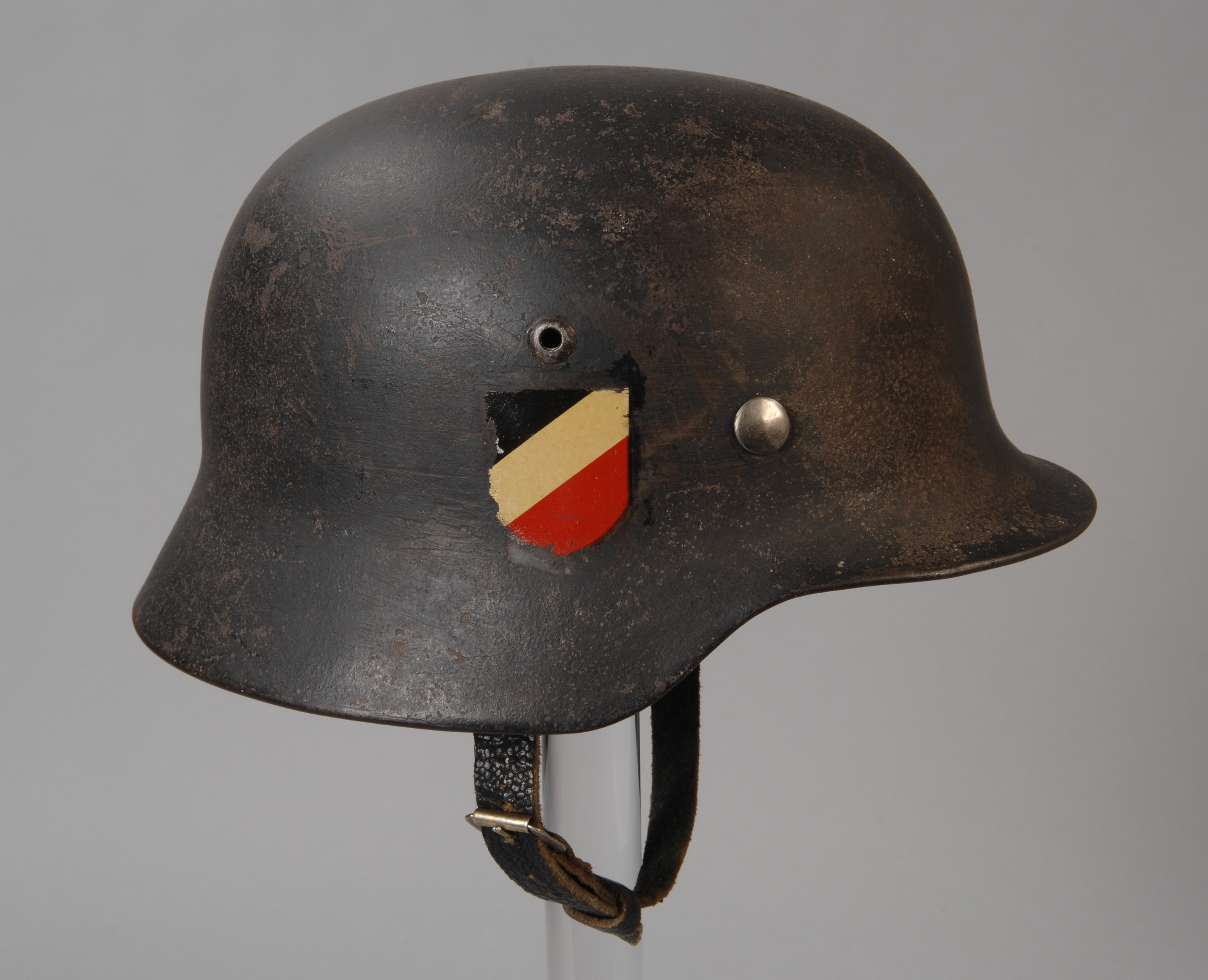
Немецкий шлем M35
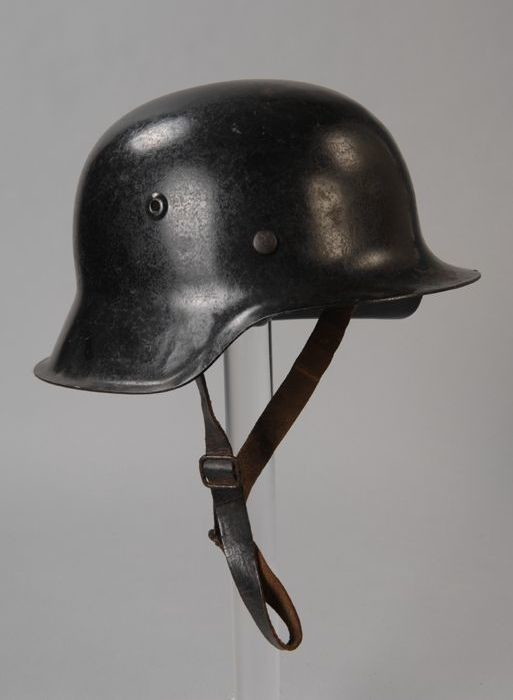
Немецкий шлем M42

### В других странах
В 1923 году стальная каска M/23 была разработана для армии Дании.
В 1926 году во Франции модернизировали каску Адриана (новый вариант М-26 отличался от М-15 тем, что его купол штамповался из одного листа стали, а не из трёх).
В 1931 году польская армия приняла на вооружение стальной шлем обр. 1931 года.
В 1932 году японская армия приняла на вооружение стальную каску «тип 92» образца 1932 года, в Чехословакии была разработана каска vz.32. Также, в 1932 году прошли испытания новой каски для итальянской армии, по результатам которых в ноябре 1934 года на вооружение была принята каска образца 1933 года.
В 1936 году на вооружение болгарской армии вместо немецкой каски обр.1916 года была принята стальная каска обр. 1936 года.
К началу 1940 года стальные шлемы были введены почти во всех армиях мира.
В Великобритании после начала немецких бомбардировок страны на рубеже 1940—1941 года был создан специальный стальной шлем для подразделений ПВО и гражданского населения (при этом, поскольку в 1940 году были отмечены случаи гибели пожарных в стальных шлемах при контакте каски с высоковольтными электропроводами, занимавшиеся спасением людей из разрушенных зданий пожарные получили кожаные шлемы), но английская армия во Вторую мировую войну воевала в касках Mk.II, представлявших собой незначительно модифицированные образцы времен Первой мировой. Британские воздушно-десантные войска получили десантный шлем.
В США также первоначально использовали каски M1917, но в 1941 году разработали собственную стальную каску М1. В 1942 году к ней был создан фибровый подшлемник «M1 Helmet Liner» (который можно было носить отдельно в качестве противоударного шлема, а в боевой обстановке на него надевалась каска М1 без подшлемника). У американцев и тогда, и сейчас принято на каске наносить знаки различия по воинским званиям.

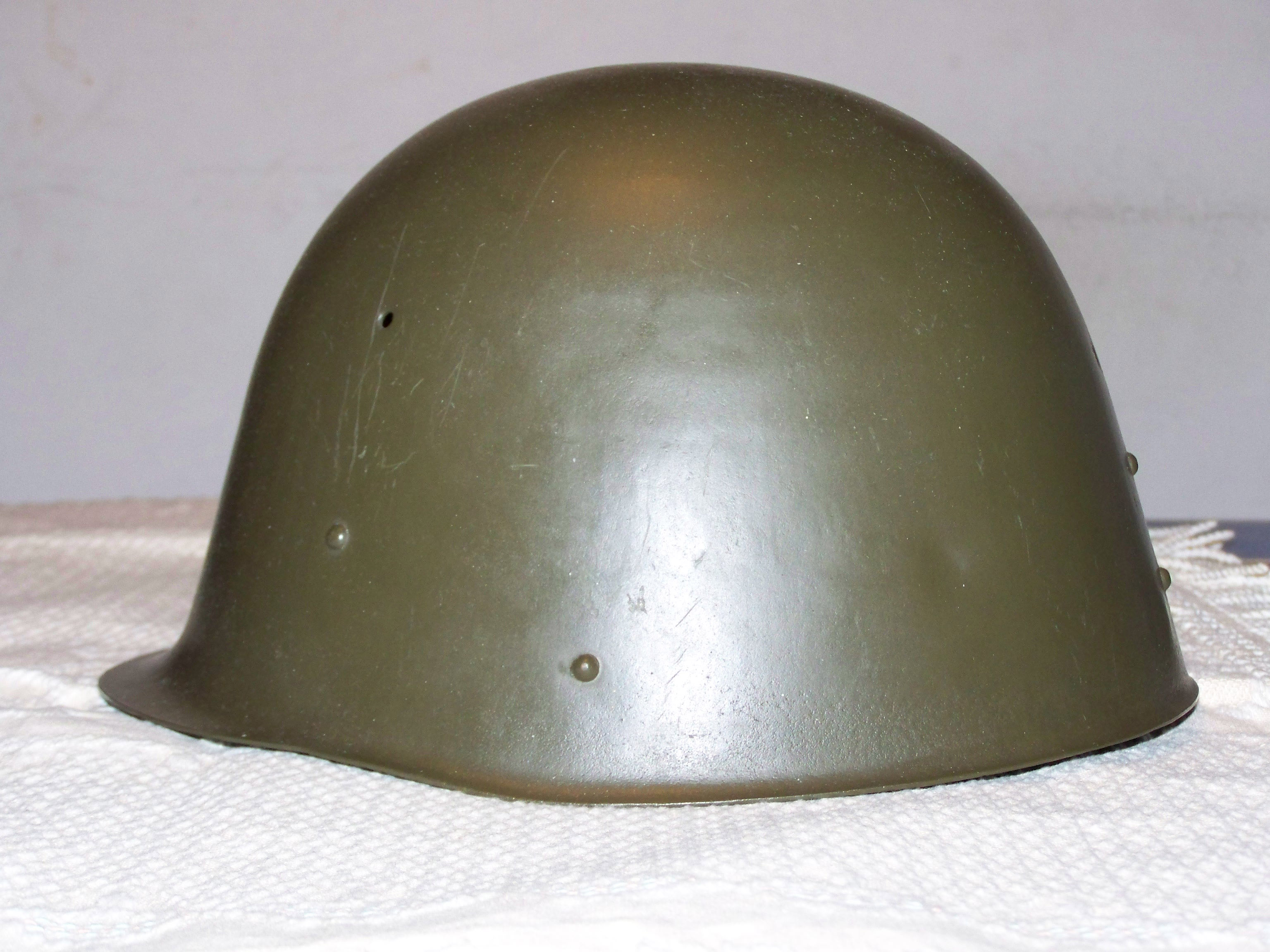
Польская каска Wz.31
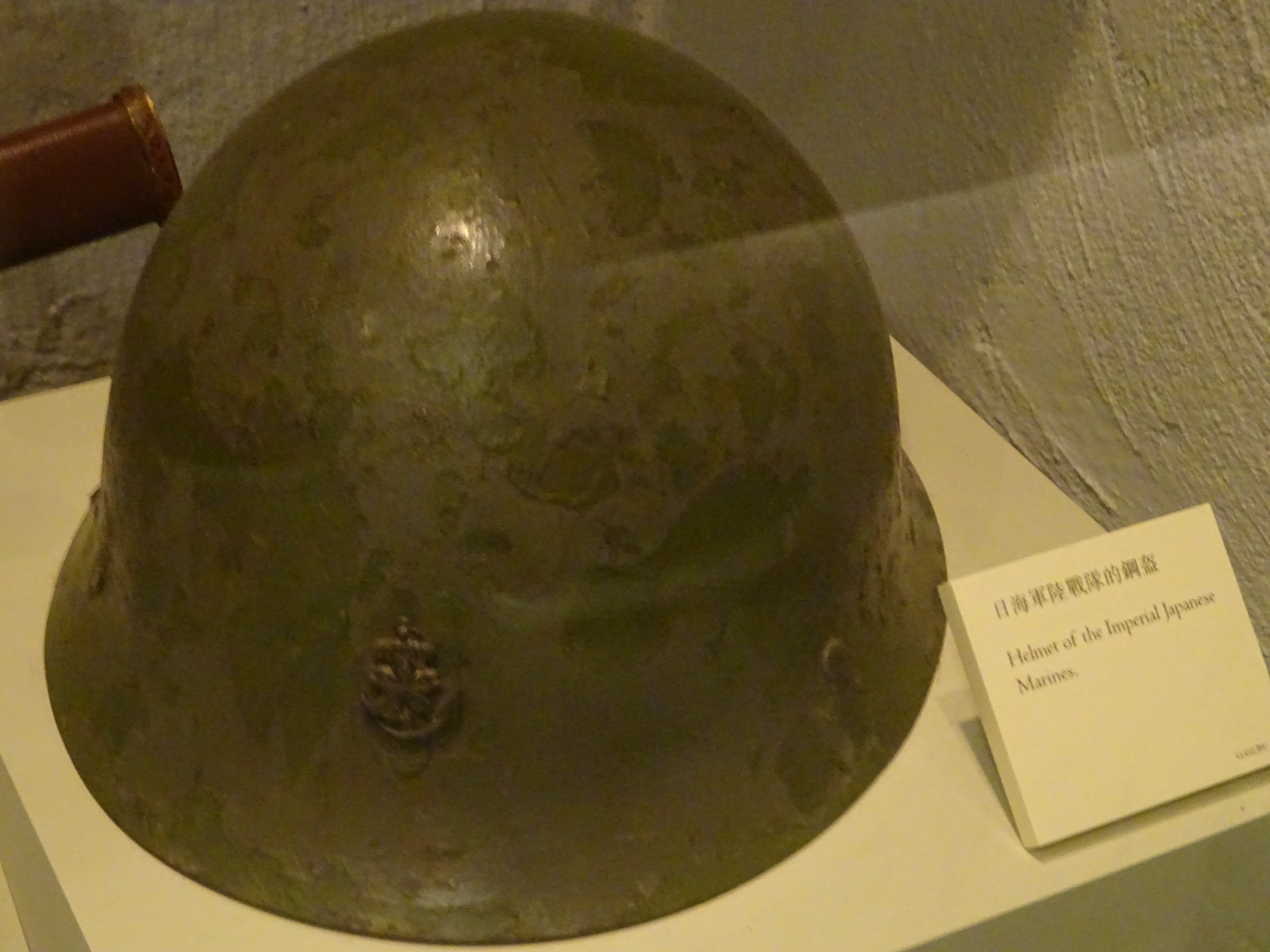
Японская каска Тип 92
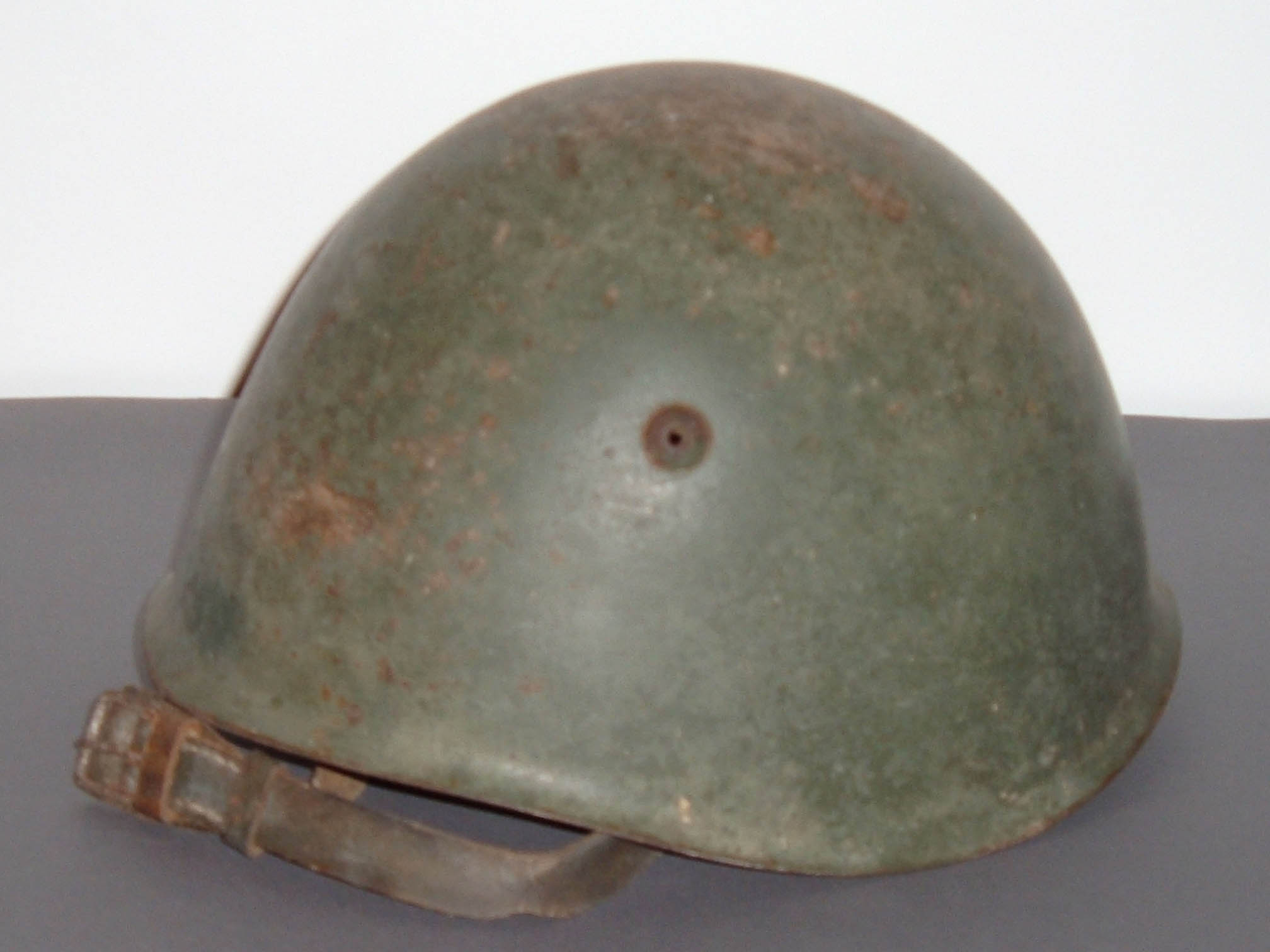
Итальянская каска M33
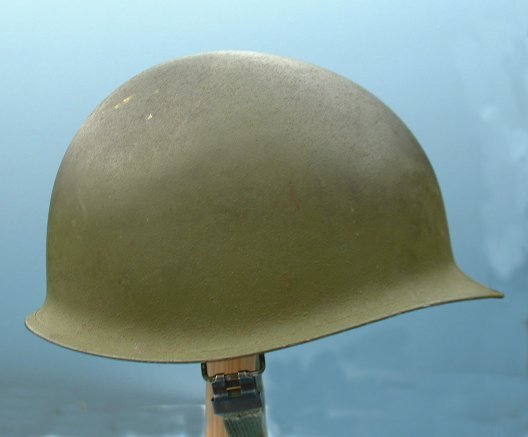
Американская каска M1
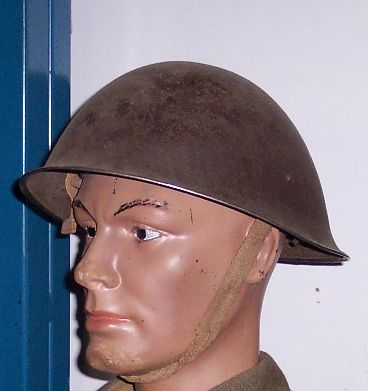
Британская каска Mk III

### После 1945

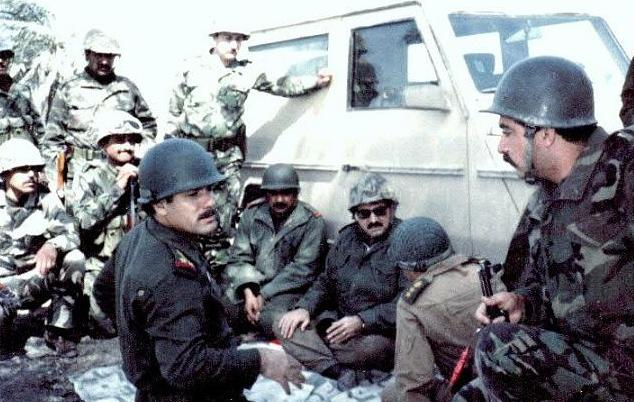
Иракские офицеры в касках М80 во время операции «Аль-Фаджр-8» (14 февраля 1986)

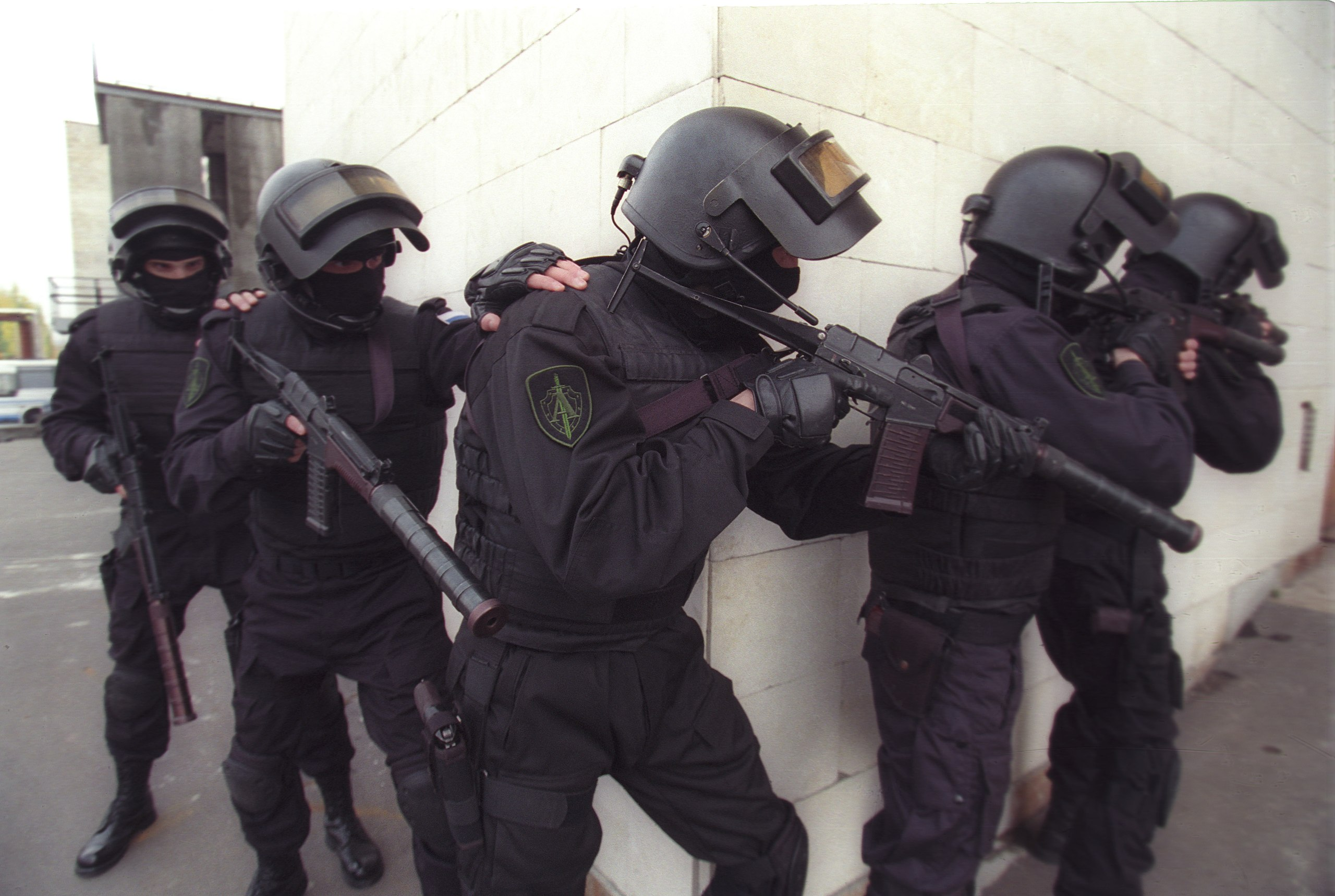
Российская группа «Альфа» в современных касках с микрофоном и защитой лица

Во второй половине XX века происходит определённая стандартизация шлемов среди стран НАТО и их союзников, в армиях социалистических государств получают распространение шлемы советского образца.
В то же время, продолжается разработка новых образцов: в ходе войны в Корее 1950-1953 гг. в войсках США проходила испытания экспериментальная армейская каска из лёгкого сплава. Также, в 1950-е годы новые шлемы ввели в армиях Франции (M1951), ГДР (Stahlhelm M56) и Югославии (JUŠ-2 образца 1959 года), в 1960-е — в СССР (шлемы СШ-60 и СШ-68) и Польше (wz.67), в начале 1970-х — в Болгарии (стальная каска образца 1972 года).
Во время бомбардировок Демократической Республики Вьетнам авиацией США в середине 1960х годов было установлено, что помимо металлических осколков авиабомб опасность представляют также мелкие вторичные осколки (разбитое оконное стекло, деревянные щепки и др.), для защиты от которых в дополнение к стальным каскам по образцу традиционных широкополых вьетнамских соломенных шляп в ДРВ начали изготавливать более прочные многослойные шляпы «му ром» (выполнявшие функции противоударного шлема и обеспечивавшие некоторый уровень защиты от случайных осколков). После авиаудара по школе в городке Тхудан в провинции Тхайбинь 21 октября 1966 года такими шляпами обеспечивали школьников.
Летом 1968 года противоударные каски начали получать полицейские США из подразделений, участвовавших в разгоне митингов и демонстраций протеста (первый случай их массового применения имел место в августе 1968 года - ими были экипированы сотрудники полицейского департамента Чикаго при подавлении уличных беспорядков 23-29 августа 1968 года в Чикаго).
До начала 1980-х годов на вооружении армий всех государств находились каски, изготовленные из листовой стали. В 1980 году в США на вооружение сухопутных войск была принята каска PASGT — первый образец неметаллического защитного шлема.
В сентябре 1980 года началась ирано-иракская война, которая приняла затяжной характер. Военно-политическое руководство Ирака приняло решение о организации в стране собственного производства касок - и в 1980е годы подразделения иракской армии начали получать композитные каски М80 (более удобные для длительного ношения в условиях жаркого тропического климата страны, чем ранее использовавшиеся стальные каски).
В дальнейшем, в 1985 году неметаллический шлем Mk.6 был принят на вооружение в Великобритании, в начале 1990-х годов — в ФРГ (Gefechtshelm M92) и Франции (SPECTRA).
В СССР в 1980-е годы было начато производство титанового шлема СТШ-81 «Сфера», в ГДР был разработан специальный защитный шлем для парашютно-десантных подразделений.
В конце 1990-х годов в НИИ Стали разработали первую российскую тканево-полимерную каску П7 (индекс 6Б7) обр. 1999 года (в 2008 был представлен её улучшенный вариант 6Б7-1М), однако по экономическим причинам в 2000 году началось производство модернизированного варианта шлема СШ-68 — новый стальной шлем СШ-68М (индекс 6Б14) имел защиту, усиленную баллистической тканью изнутри каски. Вместе с тем, в войсках продолжали использовать шлемы СШ-60 и СШ-68.
С 2003 в армии США используется кевларовый шлем модели MICH TC-2000 Combat Helmet, а также его усовершенствованная версия — Advanced Combat Helmet.
В 2006 году в России были приняты на вооружение тканево-полимерные шлемы нового образца (облегчённый общевойсковой 6Б26, общевойсковой 6Б27 и десантный 6Б28), однако для перспективного комплекта экипировки военнослужащих «Ратник» создан шлем 6Б47.
В мае 2015 года в ходе анализа причин гибели, ранений и травм военнослужащих вооружённых сил Украины в зоне боевых действий на востоке Украины было установлено, что ранения и травмы головы составляли 18,8-22,6 % от общего количества смертельных и несмертельных ранений и травм военнослужащих вооружённых сил Украины, однако анализ эффективности средств индивидуальной защиты затруднён, поскольку в исследуемый период в войсках использовались шлемы различных типов и моделей.
В Индии военнослужащим-сикхам разрешено не носить каски (так как по религиозным соображениям сикхи обязаны носить на голове традиционный тюрбан из полосы ткани длиной 5-7 метров - а стандартные армейские каски невозможно надеть поверх такого тюрбана). Но в начале 2023 года стало известно о планах индийского военного командования закупить для подразделений, в которых служат сикхи 12 730 кевларовых касок и уговорить личный состав надевать каски в опасных и потенциально опасных ситуациях.

## Рабочие каски

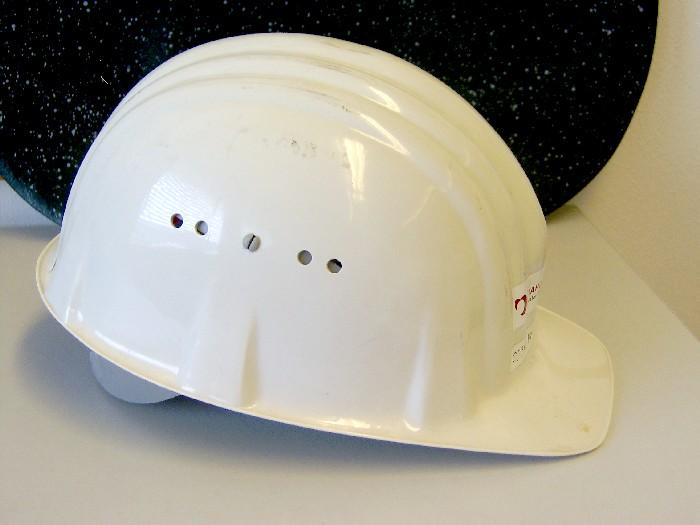
Рабочая каска защищает голову от сотрясения мозга

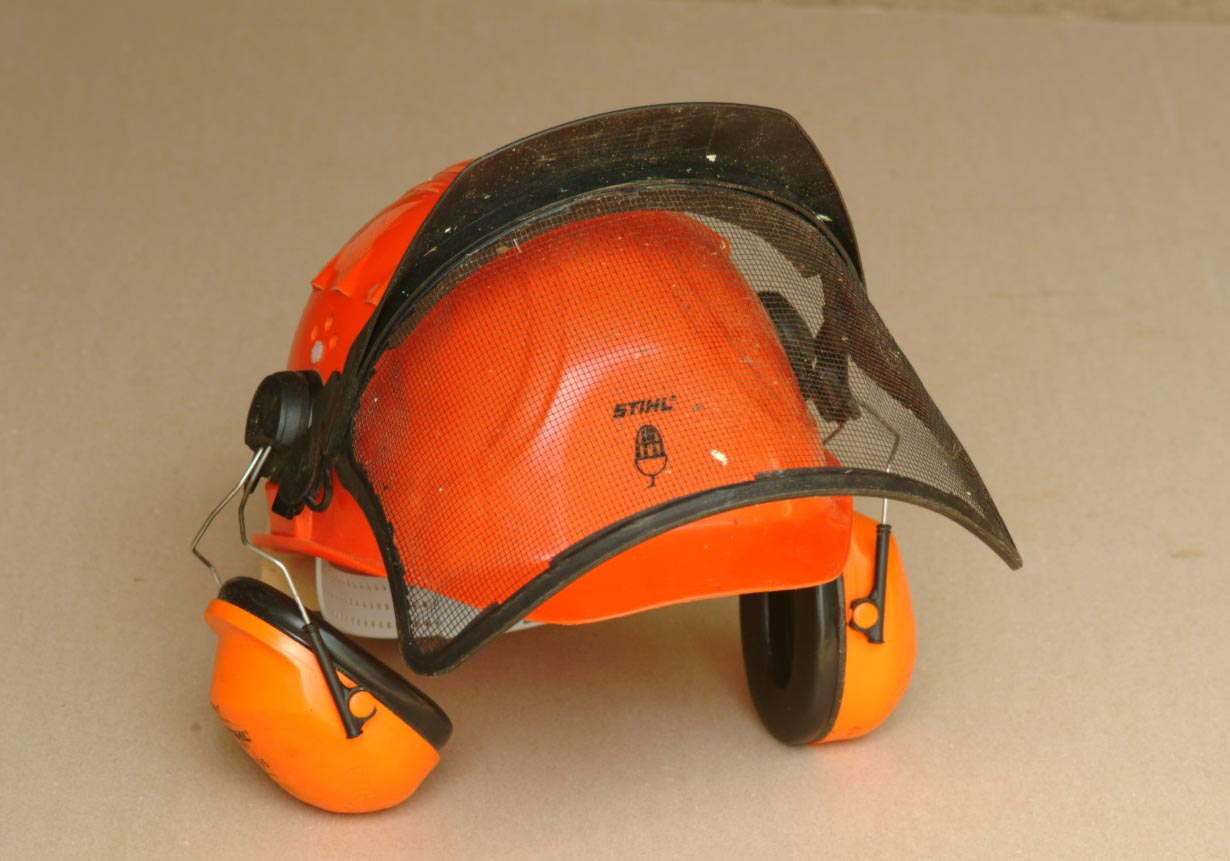
Каска с наушниками и щитком для работы с бензопилой и бензокосой

Строители начали использовать защитные каски в начале XX века. Первые каски были алюминиевыми. Но затем от таких касок решили отказаться, поскольку алюминий — хороший проводник электричества.
Строительные каски стали делать из стекловолокна. В 1970-х годах каски начали изготовлять из полиэтиленового пластика.
В 1979 году фирмой "Дрегерверк" в ФРГ был разработан комплект защитного снаряжения для рабочих горячих цехов металлургических предприятий (в который входили термозащитная куртка с системой охлаждения и противоударная каска с подшлемником специальной конструкции, охлаждение которых производилось из закреплённого на спине металлического резервуара с сухим льдом). Этот комплект обеспечивал защиту от перегрева на протяжении полутора часов при температуре окружающей среды 60 градусов по Цельсию.
По используемому в России ГОСТу 12.4.087-84 выпускаются каски следующих цветов: белого — для руководящих работников, красного — для прорабов и мастеров, оранжевые и жёлтые — для рабочих.

## Исторические головные уборы XIX века, известные под названием "каска"
До начала XX столетия и позже, в военном деле, каска (не путать со шлемом) — воинское наголовье, оставляющее лицо открытым, обыкновенно металлическое или кожаное с металлическими частями. Воинская каска состоит из тульи, к которой прикрепляются: спереди и сзади — козырёк, а сверху — гребень или шишак, украшенные иногда султаном или хвостом. Обыкновенно при каске имеется чешуя, застегивающаяся или под нижней губой, или под подбородком. Сейчас воинская каска — элемент парадной формы одежды некоторых формирований.

## Фотогалерея

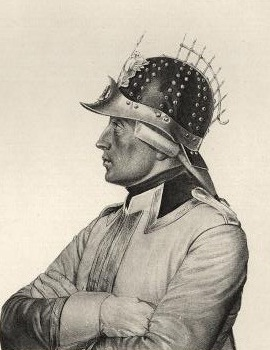
Кавалергардская каска, 1799 год, А. В. Висковатов
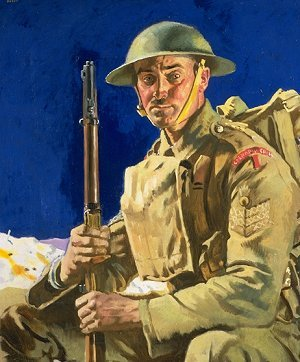
Гренадер британской гвардии в полевой форме
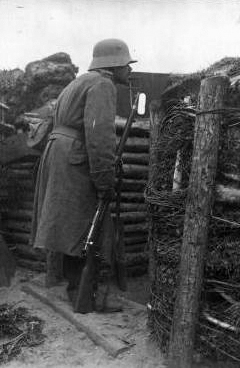
Немецкий Stahlhelm М1916
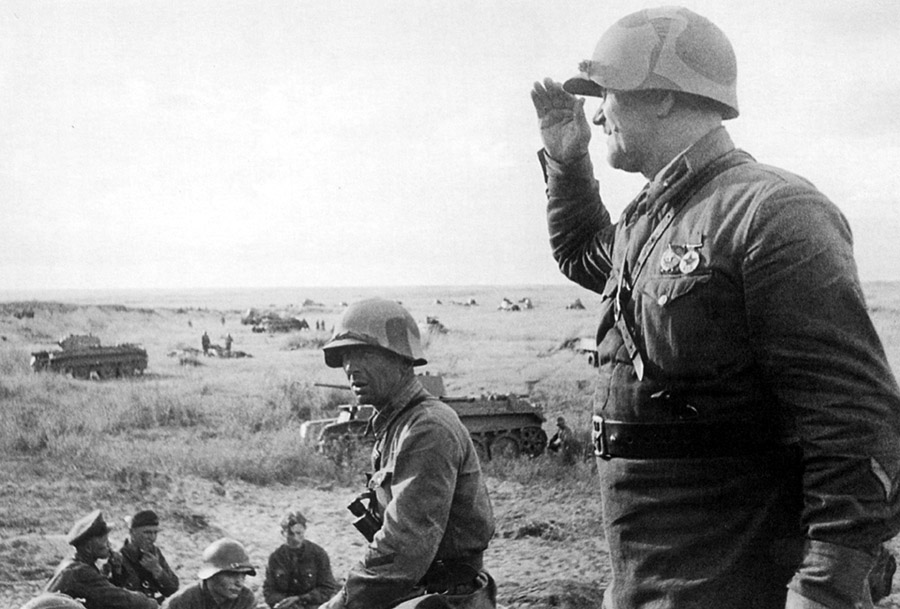
Стальной шлем СШ-36, основная каска РККА с 1936 до начала 1940-х, 1939 г.
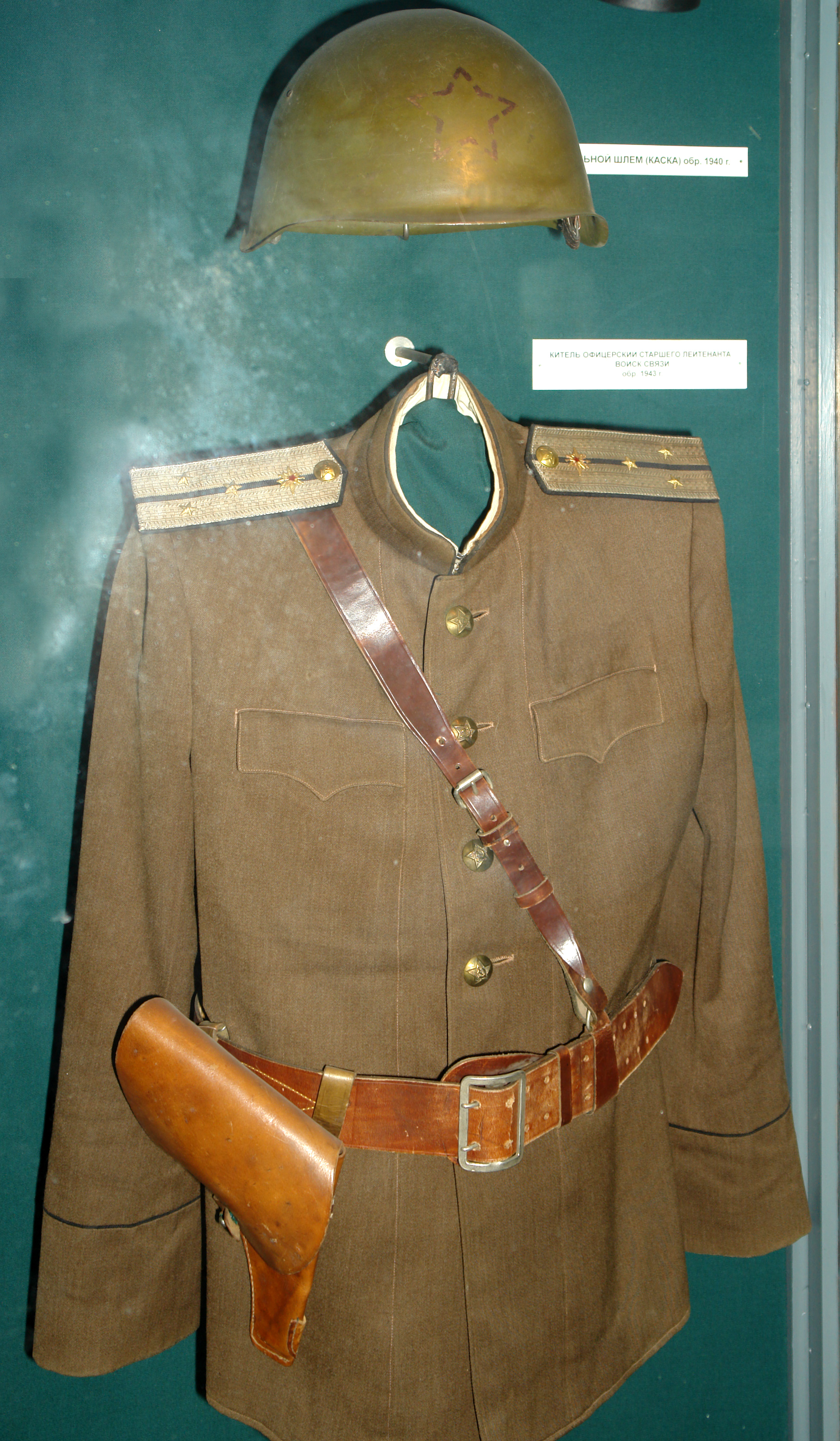
Шлем образца 1940 г., и снаряжение офицера связи РККА, 1943 г.
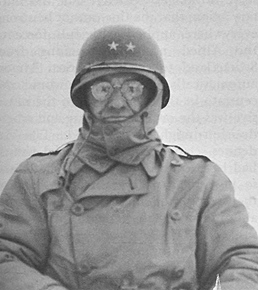
Знаки различия на американской каске
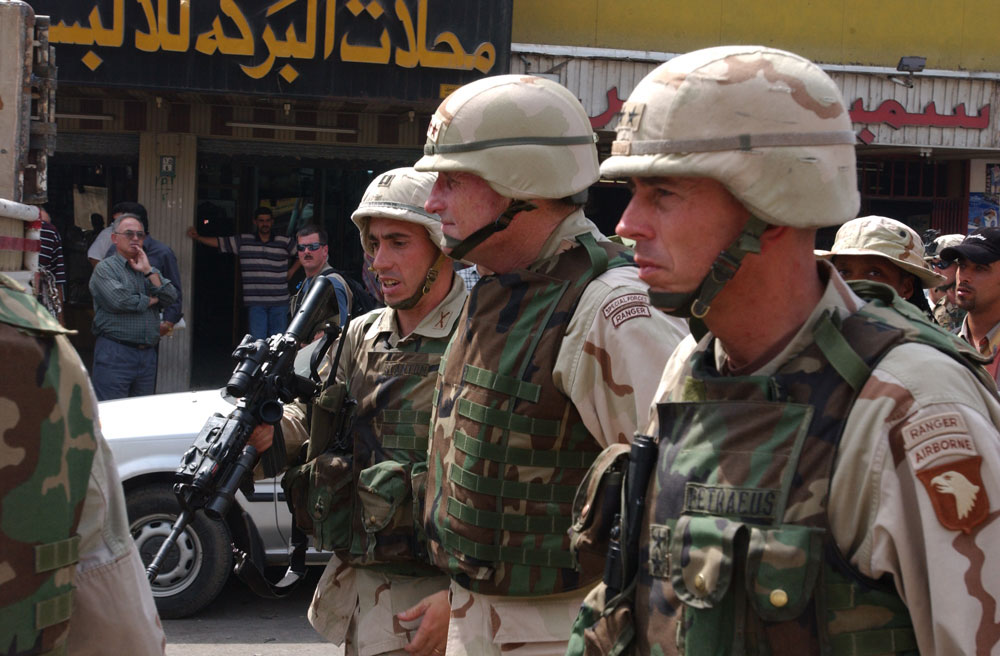
Американские десантники в касках PASGT
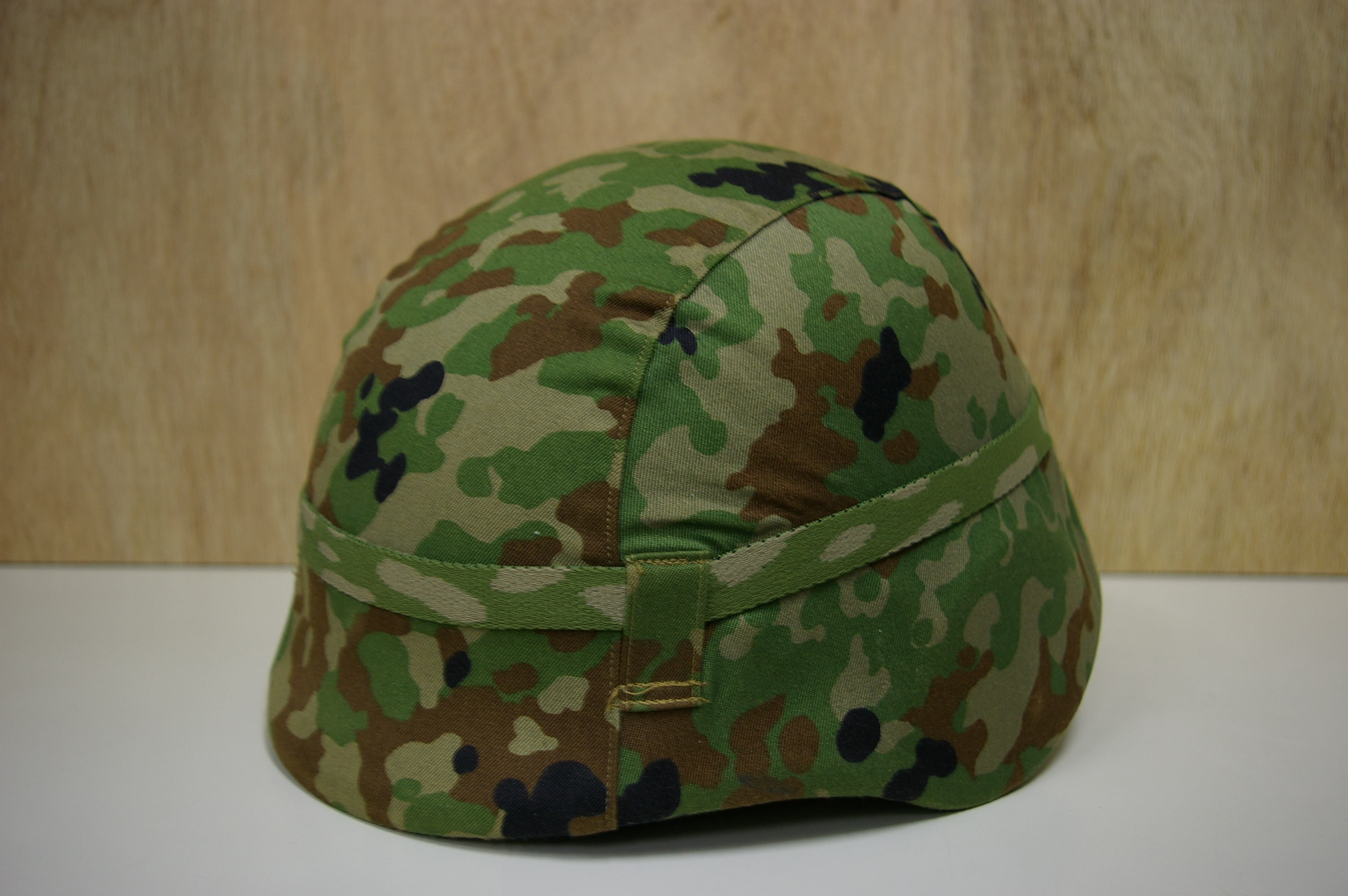
Современная японская каска 88, с камуфляжным чехлом
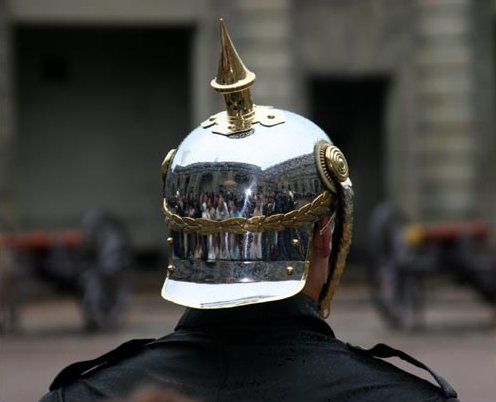
Церемониальная каска (Пикельхельм) Королевской гвардии в Швеции
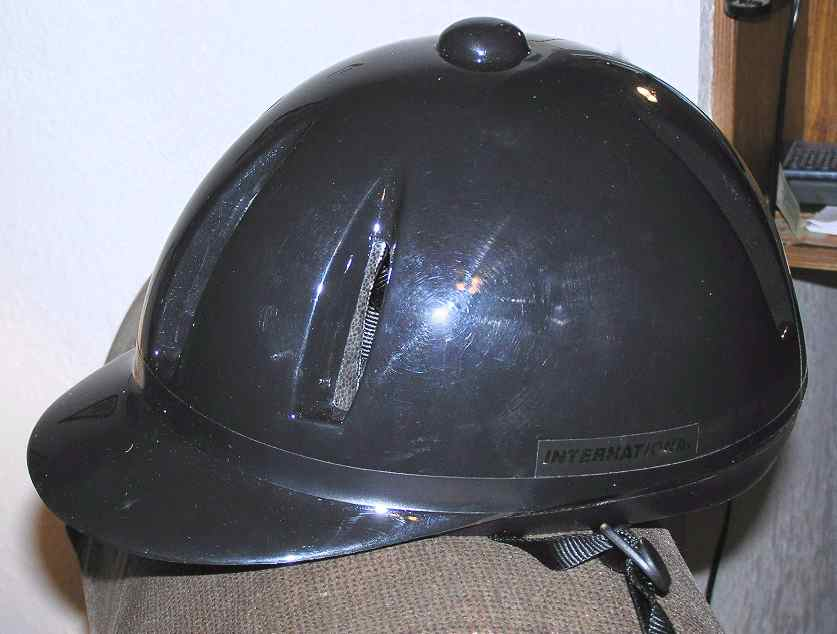
Защитный шлем для верховой езды